# Japon aux Jeux olympiques d'été de 2020
Le Japon participe aux Jeux olympiques de 2020 à Tokyo (2020年東京オリンピックの日本選手団, 2020nen Tokyō olympic no Nihon Sesyudan) en tant que nation organisatrice. Il s'agit de sa 23e participation à des Jeux d'été.
Le Comité international olympique autorise à partir de ces Jeux à ce que les délégations présentent deux porte-drapeau, une femme et un homme, pour la cérémonie d'ouverture.  Le joueur de basket-ball Rui Hachimura et la lutteuse Yui Susaki sont nommés par le Comité olympique japonais le 5 juillet 2021.

## Médaillés

### Médaillés d'or
| Sport           | Discipline                         | Athlète(s) | Performance                            | Date       |
| --------------- | ---------------------------------- | --- | -------------------------------------- | ---------- |
| Judo            | Moins de 60 kg hommes              | Naohisa Takatō | Yang Yung-wei Victoire 10-00           | 24 juillet |
| Judo            | Moins de 52 kg femmes              | Uta Abe | Amandine Buchard Victoire 10-00        | 25 juillet |
| Judo            | Moins de 66 kg hommes              | Hifumi Abe | Vazha Margvelashvili Victoire 01-00    | 25 juillet |
| Judo            | Moins de 73 kg hommes              | Shohei Ōno | Lasha Shavdatuashvili Victoire 01-00   | 26 juillet |
| Judo            | Moins de 81 kg hommes              | Takanori Nagase | Saeid Mollaei Victoire 01-00           | 27 juillet |
| Judo            | Moins de 70 kg femmes              | Chizuru Arai | Michaela Polleres Victoire 01-00       | 28 juillet |
| Judo            | Moins de 78 kg femmes              | Shori Hamada | Madeleine Malonga Victoire 10-00       | 29 juillet |
| Judo            | Moins de 100 kg hommes             | Aaron Wolf | Cho Gu-ham Victoire 10-00              | 29 juillet |
| Judo            | Plus de 78 kg femmes               | Akira Sone | Idalys Ortíz Victoire 10-00            | 30 juillet |
| Natation        | 400 m 4 nages féminin              | Yui Ōhashi | 4 min 32 s 8                           | 25 juillet |
| Natation        | 200 m 4 nages féminin              | Yui Ōhashi | 2 min 8 s 52                           | 28 juillet |
| Skateboard      | Steet hommes                       | Yuto Horigome | 37,18 points                           | 25 juillet |
| Skateboard      | Street femmes                      | Momiji Nishiya | 15,26 points                           | 26 juillet |
| Skateboard      | Park femmes                        | Sakura Yosozumi | 60,09 points                           | 4 août     |
| Tennis de table | Double mixte de tennis de table    | Jun Mizutani Mima Ito | Xu Xin / Liu Shiwen Victoire 4-3       | 26 juillet |
| Softball        | Tournoi féminin                    | Haruka Agatsuma, Mana Atsumi, Yamato Fujita, Nozomi Goto, Nodoka Harada, Yuka Ichiguchi, Hitomi Kawabata, Nayu Kiyohara, Yukiyo Mine, Sayaka Mori, Minori Naito, Yukiko Ueno, Saki Yamazaki, Eri Yamada, Yu Yamamoto | États-Unis Victoire 2-0                | 27 juillet |
| Gymnastique     | Concours général individuel hommes | Daiki Hashimoto | 88,465 points                          | 28 juillet |
| Gymnastique     | Barre fixe hommes                  | Daiki Hashimoto | 15,066 points                          | 3 août     |
| Escrime         | Épée masculine par équipes         | Koki Kanō, Kazuyasu Minobe, Masaru Yamada, Satoru Uyama | ROC Victoire 45-36                     | 30 juillet |
| Boxe            | Poids plumes femmes                | Sena Irie | Nesthy Petecio Victoire 5-0            | 3 août     |
| Lutte           | Libre femmes 62 kg                 | Yukako Kawai | Aisuluu Tynybekova Victoire 4-3        | 4 août     |
| Lutte           | Libre femmes 57 kg                 | Risako Kawai | Iryna Kurachkina Victoire 5-0          | 5 août     |
| Lutte           | Libre femmes 57 kg                 | Mayu Mukaida | Pang Qianyu Victoire 5-4               | 6 août     |
| Lutte           | Libre hommes 65 kg                 | Takuto Otoguro | Hacı Əliyev Victoire 5-4               | 7 août     |
| Lutte           | Libre femmes 50 kg                 | Yui Susaki | Sun Yanan Victoire 10-0                | 7 août     |
| Karaté          | Kata hommes                        | Ryo Kiyuna | Damián Quintero Victoire 28,72 - 27,66 | 6 août     |
| Baseball        | Tournoi masculin                   | Kōyō Aoyagi, Hideto Asamura, Sōsuke Genda, Hiromi Itoh, Suguru Iwazaki Takuya Kai, Ryosuke Kikuchi Kensuke Kondo, Ryoji Kuribayashi, Ryoya Kurihara, Masato Morishita, Munetaka Murakami, Yūdai Ōno, Hayato Sakamoto, Kodai Senga, Seiya Suzuki, Kaima Taira, Masahiro Tanaka, Ryutaro Umeno Tetsuto Yamada, Yoshinobu Yamamoto, Yuki Yanagita, Yasuaki Yamasaki, Masataka Yoshida | États-Unis Victoire 2-0                | 7 août     |

### Médaillés d'argent
| Sport           | Discipline                          | Athlète(s) | Performance                          | Date       |
| --------------- | ----------------------------------- | --- | ------------------------------------ | ---------- |
| Judo            | Moins de 48 kg femmes               | Funa Tonaki | Distria Krasniqi Défaite 00-01       | 24 juillet |
| Judo            | Par équipes                         | Chizuru Arai, Shoichiro Mukai, Akira Sone, Aaron Wolf, Tsukasa Yoshida, Shohei Ōno, Uta Abe, Hifumi Abe, Shori Hamada, Hisayoshi Harasawa, Takanori Nagase, Miku Tashiro     | France Défaite 1-4                   | 31 juillet |
| Gymnastique     | Concours général par équipes hommes | Daiki Hashimoto Kazuma Kaya Takeru Kitazono Wataru Tanigawa | 262,397 points                       | 27 juillet |
| Surf            | Hommes                              | Kanoa Igarashi | Ítalo Ferreira Défaite 6,60 - 15,14  | 27 juillet |
| Natation        | 200 m papillon masculin             | Tomoru Honda | 1 min 53 s 73                        | 28 juillet |
| Lutte           | Gréco-romaine hommes 60 kg          | Ken'ichirō Fumita | Luis Orta Sanchez Défaite 1-5        | 2 août     |
| Skateboard      | Park femmes                         | Kokona Hiraki | 59,04 points                         | 4 août     |
| Athlétisme      | 20 km marche masculin               | Kōki Ikeda | 1 h 21 min 14 s                      | 5 août     |
| Tennis de table | Par équipes femmes                  | Miu Hirano Kasumi Ishikawa Mima Ito | Chine Défaite 0-3                    | 5 août     |
| Karaté          | Kata femmes                         | Kiyou Shimizu | Sandra Sánchez Défaite 27,88 - 28,06 | 5 août     |
| Escalade        | Combiné femmes                      | Miho Nonaka | 45 points                            | 6 août     |
| Golf            | Tournoi féminin                     | Mone Inami | 268 (-16)                            | 7 août     |
| Basket-ball     | Tournoi féminin                     | Himawari Akaho, Saki Hayashi, Rui Machida, Evelyn Mawuli, Saori Miyazaki, Yuki Miyazawa, Naho Miyoshi, Nako Motohashi, Moeko Nagaoka, Monica Okoye, Maki Takada, Nanaka Todo | États-Unis Défaite 75-90             | 8 août     |
| Cyclisme        | Omnium femmes                       | Yumi Kajihara | 110 points                           | 8 août     |

### Médaillés de bronze
| Sport           | Discipline                 | Athlète(s)                                | Performance                                         | Date       |
| --------------- | -------------------------- | ----------------------------------------- | --------------------------------------------------- | ---------- |
| Tir à l'arc     | Par équipes hommes         | Takaharu Furukawa Hiroki Muto Yuki Kawata | Pays-Bas Victoire 5-4                               | 26 juillet |
| Tir à l'arc     | Individuel hommes          | Takaharu Furukawa                         | Tang Chih-chun Victoire 7-3                         | 31 juillet |
| Judo            | Moins de 57 kg femmes      | Tsukasa Yoshida                           | Eteri Liparteliani Victoire 10-00                   | 26 juillet |
| Skateboard      | Street femmes              | Funa Nakayama                             | 14,49 points                                        | 26 juillet |
| Surf            | Femmes                     | Amuro Tsuzuki                             | Caroline Marks Victoire 6,80 - 4,26                 | 27 juillet |
| Haltérophilie   | Moins de 59 kg femmes      | Mikiko Ando                               | 214 kg                                              | 27 juillet |
| Tennis de table | Simple dames               | Mima Ito                                  | Yu Meng Yu Victoire 4-1                             | 29 juillet |
| Tennis de table | Par équipes hommes         | Jun Mizutani Koki Niwa Tomokazu Harimoto  | Corée du Sud Victoire 3-1                           | 6 août     |
| Badminton       | Double mixte               | Yuta Watanabe Arisa Higashino             | Tang Chun Man / Tse Ying Suet Victoire 21-17, 23-21 | 30 juillet |
| Gymnastique     | Cheval d'arçons hommes     | Kazuma Kaya                               | 15,266 points                                       | 1er août   |
| Gymnastique     | Sol femmes                 | Mai Murakami                              | 14,166 points                                       | 2 août     |
| Lutte           | Gréco-romaine hommes 77 kg | Shohei Yabiku                             | Mohammad Ali Geraei Victoire 13-3                   | 3 août     |
| Boxe            | Poids mouches femmes       | Tsukimi Namiki                            | Stoyka Krasteva Défaite 0-5                         | 4 août     |
| Boxe            | Poids mouches hommes       | Ryomei Tanaka                             | Carlo Paalam Défaite 0-5                            | 5 août     |
| Athlétisme      | 20 km marche féminin       | Toshikazu Yamanishi                       | 1 h 21 min 28 s                                     | 5 août     |
| Escalade        | Combiné femmes             | Akiyo Noguchi                             | 64 points                                           | 6 août     |
| Karaté          | Plus de 75 kg hommes       | Ryutaro Araga                             | Tareg Hamedi Défaite 0-2                            | 7 août     |

### Statistiques (par sport, par jour, par sexe, multi-médaillés)
| Sport           |    |    |    | Total |
| --------------- | -- | -- | -- | ----- |
| Judo            | 9  | 2  | 1  | 12    |
| Lutte           | 5  | 1  | 1  | 7     |
| Skateboard      | 3  | 1  | 1  | 5     |
| Gymnastique     | 2  | 1  | 2  | 5     |
| Natation        | 2  | 1  | 0  | 3     |
| Tennis de table | 1  | 1  | 2  | 4     |
| Karaté          | 1  | 1  | 1  | 3     |
| Boxe            | 1  | 0  | 2  | 3     |
| Baseball        | 1  | 0  | 0  | 1     |
| Escrime         | 1  | 0  | 0  | 1     |
| Softball        | 1  | 0  | 0  | 1     |
| Athlétisme      | 0  | 1  | 1  | 2     |
| Escalade        | 0  | 1  | 1  | 2     |
| Surf            | 0  | 1  | 1  | 2     |
| Basket-ball     | 0  | 1  | 0  | 1     |
| Cyclisme        | 0  | 1  | 0  | 1     |
| Golf            | 0  | 1  | 0  | 1     |
| Tir à l'arc     | 0  | 0  | 2  | 2     |
| Badminton       | 0  | 0  | 1  | 1     |
| Haltérophilie   | 0  | 0  | 1  | 1     |
| Total           | 27 | 14 | 17 | 58    |

| Jour       |    |    |    | Total |
| ---------- | -- | -- | -- | ----- |
| 24 juillet | 1  | 1  | 0  | 2     |
| 25 juillet | 4  | 0  | 0  | 4     |
| 26 juillet | 3  | 1  | 3  | 7     |
| 27 juillet | 2  | 1  | 2  | 5     |
| 28 juillet | 3  | 1  | 0  | 4     |
| 29 juillet | 2  | 0  | 1  | 3     |
| 30 juillet | 2  | 0  | 1  | 3     |
| 31 juillet | 0  | 1  | 1  | 2     |
| 1er août   | 0  | 0  | 1  | 1     |
| 2 août     | 0  | 1  | 1  | 2     |
| 3 août     | 2  | 0  | 1  | 3     |
| 4 août     | 2  | 1  | 1  | 4     |
| 5 août     | 1  | 3  | 2  | 6     |
| 6 août     | 2  | 1  | 2  | 5     |
| 7 août     | 3  | 1  | 1  | 5     |
| 8 août     | 0  | 2  | 0  | 2     |
| Total      | 27 | 14 | 17 | 58    |

| Sexe   |    |    |    | Total |
| ------ | -- | -- | -- | ----- |
| Femmes | 14 | 8  | 8  | 30    |
| Hommes | 12 | 5  | 8  | 25    |
| Mixte  | 1  | 1  | 1  | 3     |
| Total  | 27 | 14 | 17 | 58    |

| Athlète           | Sport           |   |   |   | Total |
| ----------------- | --------------- | - | - | - | ----- |
| Daiki Hashimoto   | Gymnastique     | 2 | 1 | 0 | 3     |
| Yui Ōhashi        | Natation        | 2 | 0 | 0 | 2     |
| Mima Ito          | Tennis de table | 1 | 1 | 1 | 3     |
| Uta Abe           | Judo            | 1 | 1 | 0 | 2     |
| Hifumi Abe        | Judo            | 1 | 1 | 0 | 2     |
| Shohei Ōno        | Judo            | 1 | 1 | 0 | 2     |
| Takanori Nagase   | Judo            | 1 | 1 | 0 | 2     |
| Chizuru Arai      | Judo            | 1 | 1 | 0 | 2     |
| Shori Hamada      | Judo            | 1 | 1 | 0 | 2     |
| Aaron Wolf        | Judo            | 1 | 1 | 0 | 2     |
| Akira Sone        | Judo            | 1 | 1 | 0 | 2     |
| Jun Mizutani      | Tennis de table | 1 | 0 | 1 | 2     |
| Tsukasa Yoshida   | Judo            | 0 | 1 | 1 | 2     |
| Kazuma Kaya       | Gymnastique     | 0 | 1 | 1 | 2     |
| Takaharu Furukawa | Tir à l'arc     | 0 | 0 | 2 | 2     |

## Athlètes engagés
Les athlètes japonais participent à l'ensemble des épreuves qui sont au programme des Jeux.
| Sport                 | Hommes | Femmes | Total |
| --------------------- | ------ | ------ | ----- |
| Athlétisme            | 41     | 9      | 50    |
| Aviron                | 1      | 2      | 3     |
| Badminton             | 6      | 7      | 13    |
| Baseball              | 24     | -      | 24    |
| Basket-ball           | 12     | 16     | 28    |
| Boxe                  | 4      | 2      | 6     |
| Canoë-kayak           | 7      | 5      | 12    |
| Cyclisme              | 6      | 7      | 13    |
| Équitation            | 9      | 0      | 9     |
| Escalade              | 2      | 2      | 4     |
| Escrime               | 12     | 9      | 21    |
| Football              | 18     | 18     | 36    |
| Golf                  | 2      | 2      | 4     |
| Gymnastique           | 5      | 12     | 17    |
| Haltérophilie         | 4      | 3      | 7     |
| Handball              | 14     | 14     | 28    |
| Hockey sur gazon      | 16     | 16     | 32    |
| Judo                  | 7      | 7      | 14    |
| Karaté                | 4      | 4      | 8     |
| Lutte                 | 6      | 6      | 12    |
| Natation              | 18     | 17     | 35    |
| Natation synchronisée | -      | 9      | 9     |
| Pentathlon moderne    | 1      | 2      | 3     |
| Plongeon              | 4      | 4      | 8     |
| Rugby à sept          | 12     | 12     | 24    |
| Skateboard            | 4      | 6      | 10    |
| Softball              | -      | 15     | 15    |
| Surf                  | 2      | 2      | 4     |
| Taekwondo             | 2      | 2      | 4     |
| Tennis                | 4      | 5      | 9     |
| Tennis de table       | 3      | 3      | 6     |
| Tir                   | 6      | 6      | 12    |
| Tir à l'arc           | 3      | 3      | 6     |
| Triathlon             | 2      | 2      | 4     |
| Voile                 | 8      | 7      | 15    |
| Volley-ball           | 14     | 14     | 28    |
| Water-polo            | 13     | 13     | 26    |
| Total                 | 295    | 261    | 556   |

## Résultats

### Athlétisme
| Athlète                                                          | Épreuve          | 1er tour       | 1er tour    | Demi-finale | Demi-finale | Finale          | Finale                              |
| Athlète                                                          | Épreuve          | Temps          | Rang        | Temps       | Rang        | Temps           | Rang                                |
| ---------------------------------------------------------------- | ---------------- | -------------- | ----------- | ----------- | ----------- | --------------- | ----------------------------------- |
| Yūki Koike                                                       | 100 m            | 10 s 22        | 4e          | Éliminé     | Éliminé     | Éliminé         | Éliminé                             |
| Shūhei Tada                                                      | 100 m            | 10 s 22        | 6e          | Éliminé     | Éliminé     | Éliminé         | Éliminé                             |
| Ryōta Yamagata                                                   | 100 m            | 10 s 15        | 4e          | Éliminé     | Éliminé     | Éliminé         | Éliminé                             |
| Abdul Hakim Sani Brown                                           | 200 m            | 21 s 41        | 6e          | Éliminé     | Éliminé     | Éliminé         | Éliminé                             |
| Shōta Iizuka                                                     | 200 m            | 21 s 2         | 6e          | Éliminé     | Éliminé     | Éliminé         | Éliminé                             |
| Jun Yamashita                                                    | 200 m            | 20 s 78        | 5e          | Éliminé     | Éliminé     | Éliminé         | Éliminé                             |
| Julian Walsh                                                     | 400 m            | 46 s 57        | 6e          | Éliminé     | Éliminé     | Éliminé         | Éliminé                             |
| Yuta Bando                                                       | 5 000 m          | 14 min 5 s 80  | 17e         | Non disputé | Non disputé | Éliminé         | Éliminé                             |
| Hiroki Matsueda                                                  | 5 000 m          | 14 min 15 s 54 | 18e         | Non disputé | Non disputé | Éliminé         | Éliminé                             |
| Akira Aizawa                                                     | 10 000 m         | Non disputé    | Non disputé | Non disputé | Non disputé | 28 min 18 s 37  | 17e                                 |
| Tatsuhiko Ito                                                    | 10 000 m         | Non disputé    | Non disputé | Non disputé | Non disputé | 29 min 1 s 31   | 22e                                 |
| Shunsuke Izumiya                                                 | 110 m haies      | 13 s 28        | 2e          | 13 s 35     | 3e          | Éliminé         | Éliminé                             |
| Taiō Kanai                                                       | 110 m haies      | 13 s 41        | 3e          | 26 s 11     | 8e          | Éliminé         | Éliminé                             |
| Shunya Takayama                                                  | 110 m haies      | 13 s 98        | 6e          | Éliminé     | Éliminé     | Éliminé         | Éliminé                             |
| Takatoshi Abe                                                    | 400 m haies      | 49 s 98        | 6e          | Éliminé     | Éliminé     | Éliminé         | Éliminé                             |
| Kazuki Kurokawa                                                  | 400 m haies      | 50 s 30        | 6e          | Éliminé     | Éliminé     | Éliminé         | Éliminé                             |
| Hiromu Yamauchi                                                  | 400 m haies      | 49 s 21        | 3e          | 49 s 35     | 6e          | Éliminé         | Éliminé                             |
| Ryōma Aoki                                                       | 3 000 m steeple  | 8 min 24 s 82  | 9e          | Non disputé | Non disputé | Éliminé         | Éliminé                             |
| Ryuji Miura                                                      | 3 000 m steeple  | 8 min 9 s 92   | 2e          | Non disputé | Non disputé | 8 min 16 s 90   | 7e                                  |
| Kosei Yamaguchi                                                  | 3 000 m steeple  | 8 min 31 s 27  | 12e         | Non disputé | Non disputé | Éliminé         | Éliminé                             |
| Shogo Nakamura                                                   | Marathon         | Non disputé    | Non disputé | Non disputé | Non disputé | 2 h 22 min 23 s | 62e                                 |
| Suguru Ōsako                                                     | Marathon         | Non disputé    | Non disputé | Non disputé | Non disputé | 2 h 10 min 41 s | 6e                                  |
| Yuma Hattori                                                     | Marathon         | Non disputé    | Non disputé | Non disputé | Non disputé | 2 h 30 min 8 s  | 73e                                 |
| Kōki Ikeda                                                       | 20 km marche     | Non disputé    | Non disputé | Non disputé | Non disputé | 1 h 12 min 14 s | Médaille d'argent, Jeux olympiques  |
| Eiki Takahashi                                                   | 20 km marche     | Non disputé    | Non disputé | Non disputé | Non disputé | 1 h 27 min 29 s | 32e                                 |
| Toshikazu Yamanishi                                              | 20 km marche     | Non disputé    | Non disputé | Non disputé | Non disputé | 1 h 12 min 28 s | Médaille de bronze, Jeux olympiques |
| Hayato Katsuki                                                   | 50 km marche     | Non disputé    | Non disputé | Non disputé | Non disputé | 4 h 6 min 32 s  | 30e                                 |
| Masatora Kawano                                                  | 50 km marche     | Non disputé    | Non disputé | Non disputé | Non disputé | 3 h 51 min 56 s | 6e                                  |
| Satoshi Maruo                                                    | 50 km marche     | Non disputé    | Non disputé | Non disputé | Non disputé | 4 h 6 min 44 s  | 32e                                 |
| Yoshihide Kiryū Yūki Koike Shūhei Tada Ryōta Yamagata Bruno Dede | Relais 4 × 100 m | 38 s 16        | 3e          | Non disputé | Non disputé | Abandon         | Abandon                             |
| Rikuya Ito Kaito Kawabata Kentarō Satō Aoto Suzuki Julian Walsh  | Relais 4 × 400 m | 3 min 0 s 76   | 5e          | Non disputé | Non disputé | Éliminés        | Éliminés                            |

| Athlète                                                    | Épreuve          | 1er tour        | 1er tour    | Demi-finale      | Demi-finale | Finale            | Finale    |
| Athlète                                                    | Épreuve          | Temps           | Rang        | Temps            | Rang        | Temps             | Rang      |
| ---------------------------------------------------------- | ---------------- | --------------- | ----------- | ---------------- | ----------- | ----------------- | --------- |
| Ran Urabe                                                  | 1 500 m          | 4 min 7 s 90    | 9e          | Éliminée         | Éliminée    | Éliminée          | Éliminée  |
| Nozomi Tanaka                                              | 1 500 m          | 4 min 2 s 33 NR | 4e          | 3 min 59 s 19 NR | 5e          | 3 min 59 s 95     | 8e        |
| Kaede Hagitani                                             | 5 000 m          | 15 min 4 s 95   | 12e         | Non disputé      | Non disputé | Éliminée          | Éliminée  |
| Ririka Hironaka                                            | 5 000 m          | 14 min 55 s 87  | 9e          | Non disputé      | Non disputé | 14 min 52 s 84 NR | 9e        |
| Nozomi Tanaka                                              | 5 000 m          | 14 min 59 s 93  | 6e          | Non disputé      | Non disputé | Éliminée          | Éliminée  |
| Yuka Ando                                                  | 10 000 m         | Non disputé     | Non disputé | Non disputé      | Non disputé | 32 min 40 s 77    | 23e       |
| Ririka Hironaka                                            | 10 000 m         | Non disputé     | Non disputé | Non disputé      | Non disputé | 31 min 0 s 71     | 7e        |
| Hitomi Niiya                                               | 10 000 m         | Non disputé     | Non disputé | Non disputé      | Non disputé | 32 min 23 s 87    | 22e       |
| Masumi Aoki                                                | 100 m haies      | 13 s 59         | 7e          | Éliminée         | Éliminée    | Éliminée          | Éliminée  |
| Ayako Kimura                                               | 100 m haies      | 13 s 25         | 7e          | Éliminée         | Éliminée    | Éliminée          | Éliminée  |
| Asuka Terada                                               | 100 m haies      | 12 s 95         | 5e          | 13 s 6           | 6e          | Éliminée          | Éliminée  |
| Yuno Yamanaka                                              | 3 000 m steeple  | 9 min 43 s 83   | 10e         | Non disputé      | Non disputé | Éliminée          | Éliminée  |
| Mao Ichiyama                                               | Marathon         | Non disputé     | Non disputé | Non disputé      | Non disputé | 2 h 30 min 13 s   | 8e        |
| Honami Maeda                                               | Marathon         | Non disputé     | Non disputé | Non disputé      | Non disputé | 2 h 35 min 28 s   | 33e       |
| Ayuko Suzuki                                               | Marathon         | Non disputé     | Non disputé | Non disputé      | Non disputé | 2 h 33 min 14 s   | 19e       |
| Nanako Fujii                                               | 20 km marche     | Non disputé     | Non disputé | Non disputé      | Non disputé | 1 h 31 min 55 s   | 13e       |
| Kumiko Okada                                               | 20 km marche     | Non disputé     | Non disputé | Non disputé      | Non disputé | 1 h 31 min 57 s   | 15e       |
| Hanae Aoyama Mei Kodama Remi Tsuruta Ami Saitō Yu Ishikawa | Relais 4 × 100 m | 43 s 44         | 7e          | Non disputé      | Non disputé | Éliminées         | Éliminées |

| Athlète           | Épreuve           | Qualification | Qualification | Finale      | Finale  |
| Athlète           | Épreuve           | Performance   | Rang          | Performance | Rang    |
| ----------------- | ----------------- | ------------- | ------------- | ----------- | ------- |
| Takashi Etō       | Saut en hauteur   | 2,21 m        | 17e           | Éliminé     | Éliminé |
| Naoto Tobe        | Saut en hauteur   | 2,28 m        | 4e            | 2,24 m      | 13e     |
| Masaki Ejima      | Saut à la perche  | 5,30 m        | 25e           | Éliminé     | Éliminé |
| Seito Yamamoto    | 5,30 m            | 25e           | Éliminé       | Éliminé     |         |
| Yūki Hashioka     | Saut en longueur  | 8,17 m        | 3e            | 8,10 m      | 6e      |
| Shōtarō Shiroyama | 7,70 m            | 23e           | Éliminé       | Éliminé     |         |
| Hibiki Tsuha      | 7,61 m            | 26e           | Éliminé       | Éliminé     |         |
| Takuto Kominami   | Lancer du javelot | 78,39 m       | 19e           | Éliminé     | Éliminé |

| Athlète          | Épreuve           | Qualification | Qualification | Finale      | Finale |
| Athlète          | Épreuve           | Performance   | Rang          | Performance | Rang   |
| ---------------- | ----------------- | ------------- | ------------- | ----------- | ------ |
| Haruka Kitaguchi | Lancer du javelot | 62,06 m       | 6e            | 55,42 m     | 12e    |

### Aviron
| Athlète                   | Compétition                         | Série         | Série | Repêchages    | Repêchages  | Quarts de finale | Quarts de finale | Demi-finale                   | Demi-finale | Finale                 | Finale |
| Athlète                   | Compétition                         | Temps         | Rang  | Temps         | Rang        | Temps            | Rang             | Temps                         | Rang        | Temps                  | Rang   |
| ------------------------- | ----------------------------------- | ------------- | ----- | ------------- | ----------- | ---------------- | ---------------- | ----------------------------- | ----------- | ---------------------- | ------ |
| Ryūta Arakawa             | Skiff masculin                      | 7 min 2 s 79  | 2e    | Non disputé   | Non disputé | 7 min 26 s 4     | 3e               | Demi-finale A/B 6 min 59 s 26 | 6e          | Finale B 6 min 50 s 91 | 11e    |
| Chiaki Tomita Ayami Oishi | Deux de couple poids légers féminin | 7 min 22 s 47 | 3e    | 7 min 34 s 45 | 3e          | Non disputé      | Non disputé      | Demi-finale A/B 6 min 56 s 52 | 5e          | Finale B 6 min 54 s 94 | 10e    |

### Badminton
| Athlète                        | Compétition   | Phase de groupes                                 | Phase de groupes                              | Phase de groupes                          | Phase de groupes | 1/8e de finale                 | Quarts de finale                                   | Demi-finales                                | Finale / 3e place                | Finale / 3e place                   |
| Athlète                        | Compétition   | Adversaire Score                                 | Adversaire Score                              | Adversaire Score                          | Rang             | Adversaire Score               | Adversaire Score                                   | Adversaire Score                            | Adversaire Score                 | Rang                                |
| ------------------------------ | ------------- | ------------------------------------------------ | --------------------------------------------- | ----------------------------------------- | ---------------- | ------------------------------ | -------------------------------------------------- | ------------------------------------------- | -------------------------------- | ----------------------------------- |
| Kento Momota                   | Simple hommes | Lam Victoire 21-12, 21-9                         | Heo Défaite 15-21, 19-21                      | Non disputé                               | 2e du gr. A      | Éliminé                        | Éliminé                                            | Éliminé                                     | Éliminé                          | Éliminé                             |
| Kanta Tsuneyama                | Simple hommes | Paul Victoire 21-8, 21-9                         | de Oliveira Victoire 21-14, 21-8              | Non disputé                               | 1er du gr. I     | Ginting Défaite 18-21, 14-21   | Éliminé                                            | Éliminé                                     | Éliminé                          | Éliminé                             |
| Akane Yamaguchi                | Simple dames  | Shahzad Victoire 21-3, 21-8                      | Gilmour Victoire 21-9, 21-18                  | Non disputé                               | 1er du gr. L     | Kim G-e. Victoire 21-17, 21-18 | Sindhu Défaite 13-21, 20-22                        | Éliminée                                    | Éliminée                         | Éliminée                            |
| Nozomi Okuhara                 | Simple dames  | Y. Li Victoire 21-17, 21-4                       | Kosetskaya Victoire 21-6, 21-16               | Non disputé                               | 1er du gr. E     | M. Li Victoire 21-9, 21-7      | He Défaite 21-13, 13-21, 14-21                     | Éliminée                                    | Éliminée                         | Éliminée                            |
| Hiroyuki Endo Yuta Watanabe    | Double hommes | Olofua / Opeyori Victoire 21-2, 21-7             | Ivanov / Sozonov Victoire 21-19, 21-19        | Astrup / Rasmussen Victoire 21-14, 21-12  | 1er du gr. B     | Non disputé                    | Lee Y. / Wang C-l. Défaite 16-21, 19-21            | Éliminés                                    | Éliminés                         | Éliminés                            |
| Takeshi Kamura Keigo Sonoda    | Double hommes | Lamsfuß / Seidel Victoire 21-13, 21-8            | P. Chew / R. Chew Victoire 21-11, 21-3        | Li / Liu Défaite 14-21, 16-21             | 2e du gr. C      | Non disputé                    | Ahsan / Setiawan Défaite 14-21, 21-16, 9-21        | Éliminés                                    | Éliminés                         | Éliminés                            |
| Yuki Fukushima Sayaka Hirota   | Double dames  | Birch / Smith Victoire 21-13, 21-14              | Chow / Lee M. Y. Victoire 17-21, 21-15, 21-8  | Polii / Rahayu Défaite 22-24, 21-13, 8-21 | 2e du gr. A      | Non disputé                    | Chen / Jia Défaite 21-18, 10-21, 10-21             | Éliminées                                   | Éliminées                        | Éliminées                           |
| Mayu Matsumoto Wakana Nagahara | Double dames  | Hany / Hosny Victoire 21-7, 21-3                 | Honderich / Tsai Victoire 14-21, 21-19, 21-18 | Piek / Seinen Victoire 24-22, 21-15       | 1er du gr. B     | Non disputé                    | Kim S-y. / Kong Défaite 14-21, 21-14, 26-28        | Éliminées                                   | Éliminées                        | Éliminées                           |
| Yuta Watanabe Arisa Higashino  | Double mixte  | Christiansen / Bøje Victoire 20-22, 21-11, 21-15 | Leung / Somerville Victoire 21-7, 21-15       | Jordan / Oktavianti Victoire 21-13, 21-10 | 1er du gr. C     | Non disputé                    | Puavaranukroh / Taerattanachai 15-21, 21-16, 21-14 | Wang Y. / Huang Défaite 23-21, 15-21, 14-21 | Tang / Tse Victoire 21-17, 23-21 | Médaille de bronze, Jeux olympiques |

### Baseball
| Phase de groupes                    | Phase de groupes     | Phase de groupes | Tour 1           | Repêchage 1      | Tour 2                  | Repêchage 2      | Demi-finale               | Finale / 3e place       | Finale / 3e place              |
| Adversaire Score                    | Adversaire Score     | Rang             | Adversaire Score | Adversaire Score | Adversaire Score        | Adversaire Score | Adversaire Score          | Adversaire Score        | Rang                           |
| ----------------------------------- | -------------------- | ---------------- | ---------------- | ---------------- | ----------------------- | ---------------- | ------------------------- | ----------------------- | ------------------------------ |
| République dominicaine Victoire 4-3 | Mexique Victoire 7-4 | 1er              | Exemptés         | -                | États-Unis Victoire 7-6 | -                | Corée du Sud Victoire 5-2 | États-Unis Victoire 2-0 | Médaille d'or, Jeux olympiques |

### Basket-ball
| Épreuve          | Phase de groupe       | Phase de groupe          | Phase de groupe         | Phase de groupe | Quart de finale         | Demi-finale           | Finale / MB              | Rang                               |
| Épreuve          | Adversaire Score      | Adversaire Score         | Adversaire Score        | Rang            | Adversaire Score        | Adversaire Score      | Adversaire Score         | Rang                               |
| ---------------- | --------------------- | ------------------------ | ----------------------- | --------------- | ----------------------- | --------------------- | ------------------------ | ---------------------------------- |
| Tournoi masculin | Espagne Défaite 77-88 | Slovénie Défaite 116-81  | Argentine Défaite 97-77 | 4e              | Éliminés                | Éliminés              | Éliminés                 | Éliminés                           |
| Tournoi féminin  | France Victoire 74-70 | États-Unis Défaite 69-86 | Nigeria Victoire 103-83 | 2e              | Belgique Victoire 86-85 | France Victoire 87-71 | États-Unis Défaite 75-90 | Médaille d'argent, Jeux olympiques |

| Épreuve          | Phase de poules       | Phase de poules         | Phase de poules         | Phase de poules        | Phase de poules      | Phase de poules       | Phase de poules           | Phase de poules | Quart de finale        | Demi-finale      | Finale / MB      | Rang |
| Épreuve          | Adversaire Score      | Adversaire Score        | Adversaire Score        | Adversaire Score       | Adversaire Score     | Adversaire Score      | Adversaire Score          | Rang            | Adversaire Score       | Adversaire Score | Adversaire Score | Rang |
| ---------------- | --------------------- | ----------------------- | ----------------------- | ---------------------- | -------------------- | --------------------- | ------------------------- | --------------- | ---------------------- | ---------------- | ---------------- | ---- |
| Tournoi masculin | Pologne Défaite 19-20 | Belgique Victoire 18-16 | Pays-Bas Défaite 20-21  | Lettonie Défaite 18-21 | Serbie Défaite 11-21 | ROC Défaite 16-19     | Chine Victoire 21-16      | 6e              | Lettonie Défaite 18-21 | Éliminés         | Éliminés         | 6e   |
| Tournoi féminin  | ROC Défaite 18-21     | Roumanie Victoire 20-8  | Mongolie Victoire 19-10 | France Victoire 19-15  | Chine Défaite 12-15  | Italie Victoire 22-10 | États-Unis Victoire 20-18 | 4e              | France Défaite 14-16   | Éliminées        | Éliminées        | 5e   |

### Boxe
| Athlète           | Catégorie               | 1/16e de finale        | 1/8e de finale                | Quart de finale       | Demi-finale              | Finale               | Rang                                |
| Athlète           | Catégorie               | Adversaire Résultat    | Adversaire Résultat           | Adversaire Résultat   | Adversaire Résultat      | Adversaire Résultat  | Rang                                |
| ----------------- | ----------------------- | ---------------------- | ----------------------------- | --------------------- | ------------------------ | -------------------- | ----------------------------------- |
| Ryomei Tanaka     | Mouches hommes (-52 kg) | Finol Victoire 5-0     | Hu Victoire 3-1               | Martínez Victoire 4-1 | Paalam Défaite 0-5       | Éliminé              | Médaille de bronze, Jeux olympiques |
| Daisuke Narimatsu | Légers hommes (-63 kg)  | Pezo Victoire 5-0      | Safiullin Défaite par forfait | Éliminé               | Éliminé                  | Éliminé              | Éliminé                             |
| Sewon Okazawa     | Welters hommes (-69 kg) | Yadav Victoire 5-0     | Iglesias Défaite 2-3          | Éliminé               | Éliminé                  | Éliminé              | Éliminé                             |
| Yuito Moriwaki    | Moyens hommes (-75 kg)  | Mousavi Victoire 3-2   | Khyzhniak Défaite 0-5         | Éliminé               | Éliminé                  | Éliminé              | Éliminé                             |
| Tsukimi Namiki    | Mouches femmes (-51 kg) | Nanziri Victoire 5-0   | Sousa Victoire 5-0            | Valencia Victoire 5-0 | Krasteva Défaite 0-5     | Éliminé              | Médaille de bronze, Jeux olympiques |
| Sena Irie         | Plumes femmes (-57 kg)  | Solorzano Victoire 5-0 | Hlimi Victoire 5-0            | Nechita Victoire 3-2  | Artingstall Victoire 3-2 | Petecio Victoire 5-0 | Médaille d'or, Jeux olympiques      |

### Canoë-kayak
| Athlète                                                           | Compétition       | Série          | Série | Quarts de finale | Quarts de finale | Demi-finale   | Demi-finale   | Finale Finale B Finale C | Finale Finale B Finale C |
| Athlète                                                           | Compétition       | Temps          | Rang  | Temps            | Rang             | Temps         | Rang          | Temps                    | Rang                     |
| ----------------------------------------------------------------- | ----------------- | -------------- | ----- | ---------------- | ---------------- | ------------- | ------------- | ------------------------ | ------------------------ |
| Takanori Tōme                                                     | K1 1 000 m hommes | 4 min 37 s 208 | 7e    | 4 min 38 s 546   | 6e               | Éliminé       | Éliminé       | Éliminé                  | Éliminé                  |
| Hiroki Fujishima Yūsuke Miyata Momotaro Matsushita Keiji Mizumoto | K4 500 m hommes   | 1 min 32 s 295 | 6e    | 1 min 28 s 211   | 7e               | Éliminés      | Éliminés      | Éliminés                 | Éliminés                 |
| Teruko Kiriake Manaka Kubota                                      | C2 500 m hommes   | 2 min 16 s 791 | 7e    | 2 min 8 s 849    | 5e               | Non qualifiés | Non qualifiés | Finale B 2 min 6 s 196   | 14e                      |
| Yuka Ono                                                          | K1 200 m femmes   | 45 s 251       | 7e    | 45 s 610         | 7e               | Éliminée      | Éliminée      | Éliminée                 | Éliminée                 |

| Athlète       | Compétition  | Série    | Série | Série    | Série | Série    | Série | Demi-finale | Demi-finale | Finale   | Finale   |
| Athlète       | Compétition  | Run 1    | Rang  | Run 2    | Rang  | Meilleur | Rang  | Temps       | Rang        | Temps    | Rang     |
| ------------- | ------------ | -------- | ----- | -------- | ----- | -------- | ----- | ----------- | ----------- | -------- | -------- |
| Takuya Haneda | C-1 masculin | 106 s 57 | 11e   | 105 s 15 | 11e   | 105 s 15 | 13e   | 107 s 82    | 10e         | 109 s 30 | 10e      |
| Kazuya Adachi | K-1 masculin | 97 s 72  | 14e   | 92 s 9   | 14e   | 92 s 9   | 6e    | 101 s 60    | 16e         | Éliminé  | Éliminé  |
| Ayano Sato    | C-1 féminin  | 161 s 77 | 21e   | 151 s 3  | 19e   | 151 s 3  | 20e   | Éliminée    | Éliminée    | Éliminée | Éliminée |
| Aki Yazawa    | K-1 féminin  | 129 s 87 | 21e   | 127 s 91 | 21e   | 127 s 91 | 22e   | 124 s 73    | 19e         | Éliminée | Éliminée |

### Cyclisme

#### BMX
| Athlète      | Compétition | Tour de classement | Tour de classement | Tour de classement | Tour de classement | Finale   | Finale   | Finale   | Finale |
| Athlète      | Compétition | Manche 1           | Manche 2           | Moyenne            | Rang               | Manche 1 | Manche 2 | Résultat | Rang   |
| ------------ | ----------- | ------------------ | ------------------ | ------------------ | ------------------ | -------- | -------- | -------- | ------ |
| Rim Nakamura | Hommes      | 86,20              | 89,14              | 87,67              | 2e                 | 72,20    | 85,10    | 85,10    | 5e     |
| Minato Oike  | Femmes      | 60,00              | 62,90              | 61,45              | 8e                 | 13,40    | 75,40    | 75,40    | 7e     |

| Athlète            | Compétition | Quart de finale | Quart de finale | Demi-finale | Demi-finale | Finale   | Finale   |
| Athlète            | Compétition | Points          | Rang            | Points      | Rang        | Temps    | Rang     |
| ------------------ | ----------- | --------------- | --------------- | ----------- | ----------- | -------- | -------- |
| Yoshitaku Nagasako | Hommes      | 12              | 5e              | Éliminé     | Éliminé     | Éliminé  | Éliminé  |
| Sae Hatakeyama     | Femmes      | 22              | 6e              | Éliminée    | Éliminée    | Éliminée | Éliminée |

#### Sur piste
| Athlète        | Compétition                 | Qualification        | Qualification | 32ème de finale                                | Repêchages 1                                        | 16ème de finale          | Repêchages 2                            | 8ème de finale           | Repêchages 3               | Quarts de finale         | Demi-finale              | Finale Match de classement | Finale Match de classement |
| Athlète        | Compétition                 | Temps Vitesse        | Rang          | Adversaire Temps Vitesse                       | Adversaire Temps Vitesse                            | Adversaire Temps Vitesse | Adversaire Temps Vitesse                | Adversaire Temps Vitesse | Adversaire Temps Vitesse   | Adversaire Temps Vitesse | Adversaire Temps Vitesse | Adversaire Temps Vitesse   | Rang                       |
| -------------- | --------------------------- | -------------------- | ------------- | ---------------------------------------------- | --------------------------------------------------- | ------------------------ | --------------------------------------- | ------------------------ | -------------------------- | ------------------------ | ------------------------ | -------------------------- | -------------------------- |
| Yudai Nitta    | Vitesse individuelle hommes | 9 s 728 74,013 km/h  | 26e           | Éliminé                                        | Éliminé                                             | Éliminé                  | Éliminé                                 | Éliminé                  | Éliminé                    | Éliminé                  | Éliminé                  | Éliminé                    | 26e                        |
| Yūta Wakimoto  | Vitesse individuelle hommes | 9 s 518 75,646 km/h  | 9e            | Quintero Chavarro Victoire 9 s 997 72,022 km/h | Non disputé                                         | Kenny Défaite +0.021     | Bötticher Victoire 10 s 323 69,747 km/h | Paul Défaite +0.457      | Kenny Awang Défaite +0.325 | Éliminé                  | Éliminé                  | Éliminé                    | 9e                         |
| Yuka Kobayashi | Vitesse individuelle femmes | 10 s 711 67,221 km/h | 17e           | Marchant Défaite +0.612                        | Marozaitė Krupeckaitė Victoire 11 s 335 63,520 km/h | Gros Défaite +0.485      | Voinova Défaite +0.275                  | Éliminée                 | Éliminée                   | Éliminée                 | Éliminée                 | Éliminée                   | 14e                        |

| Athlète        | Compétition   | 1er tour | Repêchages  | Quarts de finale | Demi-finale | Finale (1-6) ou classement (7-12) |
| Athlète        | Compétition   | Rang     | Rang        | Rang             | Rang        | Rang                              |
| -------------- | ------------- | -------- | ----------- | ---------------- | ----------- | --------------------------------- |
| Yudai Nitta    | Keirin hommes | 1er      | Non disputé | 6e               | Éliminé     | Éliminé                           |
| Yūta Wakimoto  | Keirin hommes | 1er      | Non disputé | 1er              | 5e          | 7e                                |
| Yuka Kobayashi | Keirin femmes | 2e       | Non disputé | 6e               | Éliminée    | Éliminée                          |

| Athlète        | Compétition   | Scratch | Scratch | Course tempo | Course tempo | Élimination | Élimination | Course aux points | Course aux points | Total | Rang                               |
| Athlète        | Compétition   | Rang    | Points  | Rang         | Points       | Rang        | Points      | Rang              | Points            | Total | Rang                               |
| -------------- | ------------- | ------- | ------- | ------------ | ------------ | ----------- | ----------- | ----------------- | ----------------- | ----- | ---------------------------------- |
| Eiya Hashimoto | Omnium hommes | 8e      | 26      | 16e          | 10           | 12e         | 18          | 5e                | 0                 | 54    | 15e                                |
| Yumi Kajihara  | Omnium femmes | 2e      | 38      | 5e           | 32           | 2e          | 38          | 11e               | 2                 | 110   | Médaille d'argent, Jeux olympiques |

| Athlète                       | Épreuve | Points  | Tours   | Classement |
| ----------------------------- | ------- | ------- | ------- | ---------- |
| Yumi Kajihara Kisato Nakamura | Femmes  | Abandon | Abandon | Abandon    |

#### Sur route
| Athlète         | Compétition     | Temps           | Rang |
| --------------- | --------------- | --------------- | ---- |
| Yukiya Arashiro | Course en ligne | 6 h 15 min 38 s | 35e  |
| Nariyuki Masuda | Course en ligne | 6 h 25 min 16 s | 84e  |

| Athlète       | Compétition      | Temps           | Rang |
| ------------- | ---------------- | --------------- | ---- |
| Eri Yonamine  | Contre-la-montre | 34 min 34 s 97  | 22e  |
| Eri Yonamine  | Course en ligne  | 3 h 55 min 13 s | 21e  |
| Hiromi Kaneko | Course en ligne  | 4 h 1 min 8 s   | 43e  |

#### VTT
| Athlète        | Compétition | Temps           | Rang |
| -------------- | ----------- | --------------- | ---- |
| Kohei Yamamoto | Hommes      | 1 h 32 min 35 s | 29e  |
| Miho Imai      | Femmes      | -3 tours        | 37e  |

### Escalade
Quatre grimpeurs se qualifient pour ces Jeux : Kai Harada et Tomoa Narasaki chez les hommes et Miho Nonaka ainsi que Akiyo Noguchi chez les femmes.
| Athlète        | Compétition    | Qualifications | Qualifications | Qualifications | Qualifications | Qualifications | Qualifications | Qualifications | Qualifications | Qualifications | Finale  | Finale  | Finale   | Finale  | Finale     | Finale     | Finale     | Finale  | Finale                              |
| Athlète        | Compétition    | Vitesse        | Vitesse        | Bloc           | Bloc           | Difficulté     | Difficulté     | Difficulté     | Total          | Rang           | Vitesse | Vitesse | Bloc     | Bloc    | Difficulté | Difficulté | Difficulté | Total   | Rang                                |
| Athlète        | Compétition    | MT             | Rang           | Résultat       | Rang           | PA             | Temps          | Rang           | Total          | Rang           | MT      | Rang    | Résultat | Rang    | PA         | Temps      | Rang       | Total   | Rang                                |
| -------------- | -------------- | -------------- | -------------- | -------------- | -------------- | -------------- | -------------- | -------------- | -------------- | -------------- | ------- | ------- | -------- | ------- | ---------- | ---------- | ---------- | ------- | ----------------------------------- |
| Kai Harada     | Combiné hommes | 7 s 8          | 15e            | 1T2z 4 8       | 12e            | 25+            | -              | 17e            | 3060.00        | 18e            | Éliminé | Éliminé | Éliminé  | Éliminé | Éliminé    | Éliminé    | Éliminé    | Éliminé | Éliminé                             |
| Tomoa Narasaki | Combiné hommes | 5 s 94         | 2e             | 2T4z 6 7       | 2e             | 26+            | 2 min 11 s     | 14e            | 56.00          | 2e             | 6 s 2   | 2e      | 1T3z 1 5 | 3e      | 33+        | -          | 6e         | 36      | 4e                                  |
| Akiyo Noguchi  | Combiné femmes | 8 s 23         | 9e             | 3T4z 5 4       | 3e             | 27+            | -              | 6e             | 162.00         | 4e             | 8 s 42  | 4e      | 0T2z 0 7 | 4e      | 29+        | -          | 4e         | 64      | Médaille de bronze, Jeux olympiques |
| Miho Nonaka    | Combiné femmes | 7 s 55         | 4e             | 1T3z 2 3       | 8e             | 30+            | -              | 3e             | 96.00          | 3e             | 7 s 76  | 3e      | 0T2z 0 5 | 3e      | 21         | -          | 5e         | 45      | Médaille d'argent, Jeux olympiques  |

### Équitation
| Athlète                                      | Cheval                 | Compétition | Grand Prix | Grand Prix | Grand prix spécial | Grand prix spécial | Grand prix spécial | Grand prix libre | Grand prix libre | Grand prix libre | Total    | Total    |
| Athlète                                      | Cheval                 | Compétition | Score      | Rang       | Score              | Total              | Rang               | Score            | Total            | Rang             | Score    | Rang     |
| -------------------------------------------- | ---------------------- | ----------- | ---------- | ---------- | ------------------ | ------------------ | ------------------ | ---------------- | ---------------- | ---------------- | -------- | -------- |
| Shingo Hayashi                               | Scolari                | Individuel  | 65,714     | 48e        | -                  | -                  | -                  | Éliminé          | Éliminé          | Éliminé          | Éliminé  | Éliminé  |
| Hiroyuki Kitahara                            | Huracan                | Individuel  | 66,034     | 45e        | -                  | -                  | -                  | Éliminé          | Éliminé          | Éliminé          | Éliminé  | Éliminé  |
| Kazuki Sado                                  | Ludwig der Sonnenkönig | Individuel  | 62,531     | 56e        | -                  | -                  | -                  | Éliminé          | Éliminé          | Éliminé          | Éliminé  | Éliminé  |
| Shingo Hayashi Hiroyuki Kitahara Kazuki Sado | voir ci-dessus         | Par équipes | 6 264,5    | 14e        | Non qualifiés      | Non qualifiés      | Non qualifiés      | -                | -                | -                | Éliminés | Éliminés |

| Athlète                                                      | Cheval                                                 | Compétition | Dressage  | Dressage | Cross-country | Cross-country | Cross-country | Saut d'obstacles | Saut d'obstacles | Saut d'obstacles | Saut d'obstacles | Saut d'obstacles | Saut d'obstacles | Total     | Total   |
| Athlète                                                      | Cheval                                                 | Compétition | Dressage  | Dressage | Cross-country | Cross-country | Cross-country | Qualification    | Qualification    | Qualification    | Finale           | Finale           | Finale           | Total     | Total   |
| Athlète                                                      | Cheval                                                 | Compétition | Pénalités | Rang     | Pénalités     | Total         | Rang          | Pénalités        | Total            | Rang             | Pénalités        | Total            | Rang             | Pénalités | Rang    |
| ------------------------------------------------------------ | ------------------------------------------------------ | ----------- | --------- | -------- | ------------- | ------------- | ------------- | ---------------- | ---------------- | ---------------- | ---------------- | ---------------- | ---------------- | --------- | ------- |
| Yoshiaki Oiwa                                                | Calle                                                  | Individuel  | 31,50     | 21e      | Éliminé       | Éliminé       | Éliminé       | Éliminé          | Éliminé          | Éliminé          | Éliminé          | Éliminé          | Éliminé          | Éliminé   | Éliminé |
| Toshiyuki Tanaka                                             | Talma d'Allou                                          | Individuel  | 32,70     | 29e      | 30,80         | 63,50         | 35e           | 12,00            | 75,50            | 34e              | Éliminé          | Éliminé          | Éliminé          | Éliminé   | Éliminé |
| Kazuma Tomoto                                                | Vinci de la Vigne                                      | Individuel  | 26,10     | 7e       | 1,60          | 27,50         | 5e            | 4,00             | 31,50            | 7e               | 0,40             | 31,90            | 4e               | 31,90     | 4e      |
| Yoshiaki Oiwa Toshiyuki Tanaka Kazuma Tomoto Ryuzo Kitajima* | Calle Talma d'Allou Vinci de la Vigne Feroza Nieuwmoed | Par équipes | 90,10     | 4e       | 232,40        | 322,50        | 12e           | 16,00 + 20,00*   | 358,50           | 11e              | Non disputé      | Non disputé      | Non disputé      | 358,50    | 11e     |

* : remplacement avant le saut d'obstacle. 20 points de pénalité.
| Athlète                                 | Cheval          | Compétition | Qualification | Qualification | Qualification | Qualification | Qualification | Finale    | Finale    | Finale    | Finale   | Finale   | Barrage       | Barrage       | Barrage       |
| Athlète                                 | Cheval          | Compétition | Pénalités     | Pénalités     | Pénalités     | Temps         | Rang          | Pénalités | Pénalités | Pénalités | Temps    | Rang     | Pénalités     | Temps         | Rang          |
| Athlète                                 | Cheval          | Compétition | Saut          | Temps         | Total         | Temps         | Rang          | Saut      | Temps     | Total     | Temps    | Rang     | Pénalités     | Temps         | Rang          |
| --------------------------------------- | --------------- | ----------- | ------------- | ------------- | ------------- | ------------- | ------------- | --------- | --------- | --------- | -------- | -------- | ------------- | ------------- | ------------- |
| Daisuke Fukushima                       | Canyon          | Individuel  | 0,00          | 0,00          | 0,00          | 87,51         | =1er          | 0,00      | 0,00      | 0,00      | 87,57    | =1er     | 0,00          | 43,76         | 6e            |
| Koki Saito                              | Chilensky       | Individuel  | 0,00          | 0,00          | 0,00          | 88,56         | =1er          | 4,00      | 1,00      | 5,00      | 89,82    | 13e      | Non qualifié  | Non qualifié  | Non qualifié  |
| Eiken Sato                              | Saphyr des Lacs | Individuel  | 0,00          | 1,00          | 1,00          | 90,40         | 26e           | 16,00     | 0,00      | 16,00     | 84,67    | 25e      | Non qualifié  | Non qualifié  | Non qualifié  |
| Daisuke Fukushima Koki Saito Eiken Sato | voir ci-dessus  | Par équipes | Éliminés      | Éliminés      | Éliminés      | Éliminés      | Éliminés      | Éliminés  | Éliminés  | Éliminés  | Éliminés | Éliminés | Non qualifiés | Non qualifiés | Non qualifiés |

### Escrime
| Athlète                                                       | Compétition         | 1/32e de finale          | 1/16e de finale           | 1/8e de finale            | Quarts de finale            | Demi-finale Classement 5-8  | Finale 3e place Classement 5e, 7e places | Rang                           |
| Athlète                                                       | Compétition         | Adversaire Score         | Adversaire Score          | Adversaire Score          | Adversaire Score            | Adversaire Score            | Adversaire Score                         | Rang                           |
| ------------------------------------------------------------- | ------------------- | ------------------------ | ------------------------- | ------------------------- | --------------------------- | --------------------------- | ---------------------------------------- | ------------------------------ |
| Koki Kanō                                                     | Épée individuelle   | Exempté                  | E. Garozzo Victoire 15-12 | Bida Défaite 12-15        | Éliminé                     | Éliminé                     | Éliminé                                  | Éliminé                        |
| Kazuyasu Minobe                                               | Épée individuelle   | Exempté                  | Jurka Victoire 15-14      | Park Défaite 6-15         | Éliminé                     | Éliminé                     | Éliminé                                  | Éliminé                        |
| Masaru Yamada                                                 | Épée individuelle   | Exempté                  | Petrov Victoire 15-13     | Kurbanov Victoire 15-8    | Santarelli Défaite 13-15    | Éliminé                     | Éliminé                                  | Éliminé                        |
| Koki Kanō Kazuyasu Minobe Satoru Uyama Masaru Yamada          | Épée par équipes    | Non disputé              | Non disputé               | États-Unis Victoire 45-39 | France Victoire 45-44       | Corée du Sud Victoire 45-38 | ROC Victoire 45-36                       | Médaille d'or, Jeux olympiques |
| Kyosuke Matsuyama                                             | Fleuret individuel  | Exempté                  | Pauty Victoire 15-7       | D. Garozzo Défaite 14-15  | Éliminé                     | Éliminé                     | Éliminé                                  | Éliminé                        |
| Toshiya Saitō                                                 | Fleuret individuel  | Exempté                  | Toldo Victoire 15-10      | Lefort Défaite 4-15       | Éliminé                     | Éliminé                     | Éliminé                                  | Éliminé                        |
| Takahiro Shikine                                              | Fleuret individuel  | Exempté                  | Samandi Victoire 15-4     | Choi Victoire 15-6        | Abouelkassem Victoire 15-13 | D. Garozzo Défaite 9-15     | Choupenitch Défaite 8-15                 | 4e                             |
| Kyosuke Matsuyama Yudai Nagano Toshiya Saitō Takahiro Shikine | Fleuret par équipes | Non disputé              | Non disputé               | Exemptés                  | Italie Victoire 45-43       | France Défaite 42-45        | États-Unis Défaite 31-45                 | 4e                             |
| Tomohiro Shimamura                                            | Sabre individuel    | Mackiewicz Défaite 13-15 | Éliminé                   | Éliminé                   | Éliminé                     | Éliminé                     | Éliminé                                  | Éliminé                        |
| Kaito Streets                                                 | Sabre individuel    | Bounabi Victoire 15-9    | Dershwitz Défaite 9-15    | Éliminé                   | Éliminé                     | Éliminé                     | Éliminé                                  | Éliminé                        |
| Kento Yoshida                                                 | Sabre individuel    | Quintero Défaite 13-15   | Éliminé                   | Éliminé                   | Éliminé                     | Éliminé                     | Éliminé                                  | Éliminé                        |
| Tomohiro Shimamura Kaito Streets Kenta Tokunan Kento Yoshida  | Sabre par équipes   | Non disputé              | Non disputé               | Égypte Défaite 42-45      | Éliminés                    | Éliminés                    | Éliminés                                 | Éliminés                       |

| Athlète                                                 | Compétition         | 1/32e de finale         | 1/16e de finale          | 1/8e de finale          | Quarts de finale         | Demi-finale Classement 5-8 | Finale 3e place Classement 5e, 7e places | Rang     |
| Athlète                                                 | Compétition         | Adversaire Score        | Adversaire Score         | Adversaire Score        | Adversaire Score         | Adversaire Score           | Adversaire Score                         | Rang     |
| ------------------------------------------------------- | ------------------- | ----------------------- | ------------------------ | ----------------------- | ------------------------ | -------------------------- | ---------------------------------------- | -------- |
| Nozomi Satō                                             | Épée individuelle   | Exemptée                | Kang Victoire 15-14      | Beljajeva Défaite 10-15 | Éliminée                 | Éliminée                   | Éliminée                                 | Éliminée |
| Rio Azuma                                               | Fleuret individuel  | Exemptée                | Jeon Défaite 10-11       | Éliminée                | Éliminée                 | Éliminée                   | Éliminée                                 | Éliminée |
| Sera Azuma                                              | Fleuret individuel  | Exemptée                | Ryan Défaite 11-12       | Éliminée                | Éliminée                 | Éliminée                   | Éliminée                                 | Éliminée |
| Yūka Ueno                                               | Fleuret individuel  | Exemptée                | Mohamed Victoire 15-5    | Ross Victoire 15-9      | Kiefer Défaite 11-15     | Éliminée                   | Éliminée                                 | Éliminée |
| Rio Azuma Sera Azuma Sumire Tsuji Yūka Ueno             | Fleuret par équipes | Non disputé             | Non disputé              | Non disputé             | États-Unis Défaite 36-45 | Égypte Victoire 45-27      | Canada Défaite 31-45                     | 6e       |
| Chika Aoki                                              | Sabre individuel    | Dayibekova Défaite 9-15 | Éliminée                 | Éliminée                | Éliminée                 | Éliminée                   | Éliminée                                 | Éliminée |
| Misaki Emura                                            | Sabre individuel    | Exemptée                | Gkountoúra Victoire 15-8 | Brunet Défaite 12-15    | Éliminée                 | Éliminée                   | Éliminée                                 | Éliminée |
| Norika Tamura                                           | Sabre individuel    | Exemptée                | Qian Défaite 8-15        | Éliminée                | Éliminée                 | Éliminée                   | Éliminée                                 | Éliminée |
| Chika Aoki Misaki Emura Shihomi Fukushima Norika Tamura | Sabre par équipes   | Non disputé             | Non disputé              | Tunisie Victoire 45-29  | ROC Défaite 34-45        | Hongrie Victoire 45-42     | États-Unis Victoire 45-43                | 5e       |

### Football
| Compétition      | Phase de groupe             | Phase de groupe             | Phase de groupe     | Phase de groupe | Quart de finale                              | Demi-finale         | Finale / MB         | Finale / MB |
| Compétition      | Adversaire Score            | Adversaire Score            | Adversaire Score    | Rang            | Adversaire Score                             | Adversaire Score    | Adversaire Score    | Rang        |
| ---------------- | --------------------------- | --------------------------- | ------------------- | --------------- | -------------------------------------------- | ------------------- | ------------------- | ----------- |
| Tournoi masculin | Afrique du Sud Victoire 1-0 | Mexique Victoire 2-1        | France Victoire 4-0 | 1er             | Nouvelle-Zélande Victoire 0-0 (t. a. b. 4-2) | Espagne Défaite 0-1 | Mexique Défaite 1-3 | 4e          |
| Tournoi féminin  | Canada Nul 1-1              | Grande-Bretagne Défaite 0-1 | Chili Victoire 1-0  | 3e              | Suède Défaite 1-3                            | Éliminées           | Éliminées           | 8e          |

### Golf
| Athlète          | Compétition       | Scores | Scores | Scores | Scores | Total     | Rang                               |
| Athlète          | Compétition       | Jour 1 | Jour 2 | Jour 3 | Jour 4 | Total     | Rang                               |
| ---------------- | ----------------- | ------ | ------ | ------ | ------ | --------- | ---------------------------------- |
| Hideki Matsuyama | Épreuve masculine | 69     | 64     | 67     | 69     | 269 (-15) | T4                                 |
| Rikuya Hoshino   | Épreuve masculine | 71     | 68     | 73     | 66     | 278 (-6)  | T38                                |
| Nasa Hataoka     | Épreuve féminine  | 70     | 68     | 67     | 69     | 274 (-10) | T9                                 |
| Mone Inami       | Épreuve féminine  | 70     | 65     | 68     | 65     | 268 (-16) | Médaille d'argent, Jeux olympiques |

### Gymnastique

#### Artistique
| Athlète         | Qualifications | Qualifications | Qualifications | Qualifications | Qualifications    | Qualifications | Qualifications | Qualifications | Finale   | Finale         | Finale   | Finale   | Finale            | Finale     | Finale  | Finale                             |
| Athlète         | Appareil       | Appareil       | Appareil       | Appareil       | Appareil          | Appareil       | Total          | Rang           | Appareil | Appareil       | Appareil | Appareil | Appareil          | Appareil   | Total   | Rang                               |
| Athlète         | Sol            | Cheval d'arçon | Anneaux        | Saut           | Barres parallèles | Barre fixe     | Total          | Rang           | Sol      | Cheval d'arçon | Anneaux  | Saut     | Barres parallèles | Barre fixe | Total   | Rang                               |
| --------------- | -------------- | -------------- | -------------- | -------------- | ----------------- | -------------- | -------------- | -------------- | -------- | -------------- | -------- | -------- | ----------------- | ---------- | ------- | ---------------------------------- |
| Daiki Hashimoto | 14,700         | 14,766         | 13,866         | 14,866         | 15,300            | 15,033         | 88,531         | 1er            | 14,600   | 14,800         | 13,833   | 14,833   | -                 | 15,100     | -       | -                                  |
| Kazuma Kaya     | 13,933         | 14,833         | 14,366         | 13,200         | 15,100            | 14,033         | 85,465         | 9e             | -        | 14,566         | 14,100   | -        | 15,000            | 14,200     | -       | -                                  |
| Takeru Kitazono | 14,666         | 13,916         | 13,333         | 14,700         | 14,900            | 14,433         | 85,948         | 7e             | 14,600   | 14,200         | -        | 14,166   | 15,000            | 14,500     | -       | -                                  |
| Wataru Tanigawa | 14,466         | 13,833         | 14,300         | 13,666         | 15,241            | 13,400         | 84,906         | 13e            | 14,500   | -              | 14,500   | 15,233   | 14,666            | -          | -       | -                                  |
| Total           | 43,832         | 42,515         | 42,532         | 43,232         | 45,641            | 43,499         | 262,251        | 1er            | 43,700   | 43,566         | 42,433   | 44,232   | 44,666            | 43,800     | 262,397 | Médaille d'argent, Jeux olympiques |

| Athlète         | Compétition      | Qualifications                 | Qualifications                 | Qualifications                 | Qualifications                 | Qualifications                 | Qualifications                 | Qualifications                 | Qualifications                 | Finale   | Finale         | Finale   | Finale   | Finale            | Finale     | Finale  | Finale                              |
| Athlète         | Compétition      | Appareil                       | Appareil                       | Appareil                       | Appareil                       | Appareil                       | Appareil                       | Total                          | Rang                           | Appareil | Appareil       | Appareil | Appareil | Appareil          | Appareil   | Total   | Rang                                |
| Athlète         | Compétition      | Sol                            | Cheval d'arçon                 | Anneaux                        | Saut                           | Barres parallèles              | Barre fixe                     | Total                          | Rang                           | Sol      | Cheval d'arçon | Anneaux  | Saut     | Barres parallèles | Barre fixe | Total   | Rang                                |
| --------------- | ---------------- | ------------------------------ | ------------------------------ | ------------------------------ | ------------------------------ | ------------------------------ | ------------------------------ | ------------------------------ | ------------------------------ | -------- | -------------- | -------- | -------- | ----------------- | ---------- | ------- | ----------------------------------- |
| Daiki Hashimoto | Concours général | voir les résultats par équipes | voir les résultats par équipes | voir les résultats par équipes | voir les résultats par équipes | voir les résultats par équipes | voir les résultats par équipes | voir les résultats par équipes | voir les résultats par équipes | 14,833   | 15,166         | 13,533   | 14,700   | 15,300            | 14,933     | 88,465  | Médaille d'or, Jeux olympiques      |
| Daiki Hashimoto | Barre fixe       | -                              | -                              | -                              | -                              | -                              | 15,033                         | 15,033                         | 1er                            | -        | -              | -        | -        | -                 | 15,066     | 15,066  | Médaille d'or, Jeux olympiques      |
| Takeru Kitazono | Concours général | voir les résultats par équipes | voir les résultats par équipes | voir les résultats par équipes | voir les résultats par équipes | voir les résultats par équipes | voir les résultats par équipes | voir les résultats par équipes | voir les résultats par équipes | 14,566   | 14,500         | 13,500   | 14,666   | 15,066            | 14,400     | 86,698  | 5e                                  |
| Takeru Kitazono | Barre fixe       | -                              | -                              | -                              | -                              | -                              | 14,333                         | 14,333                         | 6e                             | -        | -              | -        | -        | -                 | 12,333     | 12,333  | 6e                                  |
| Kōhei Uchimura  | Barre fixe       | -                              | -                              | -                              | -                              | -                              | 13,866                         | 13,866                         | 20e                            | Éliminé  | Éliminé        | Éliminé  | Éliminé  | Éliminé           | Éliminé    | Éliminé | Éliminé                             |
| Kazuma Kaya     | Cheval d'arçons  | -                              | 14,833                         | -                              | -                              | -                              | -                              | 14,833                         | 7e                             | -        | 14,900         | -        | -        | -                 | -          | 14,900  | Médaille de bronze, Jeux olympiques |
| Kōhei Kameyama  | Cheval d'arçons  | -                              | 15,266                         | -                              | -                              | -                              | -                              | 15,266                         | 2e                             | -        | 14,600         | -        | -        | -                 | -          | 14,600  | 5e                                  |

| Athlète         | Qualifications | Qualifications      | Qualifications | Qualifications | Qualifications | Qualifications | Finale   | Finale              | Finale   | Finale   | Finale  | Finale |
| Athlète         | Appareil       | Appareil            | Appareil       | Appareil       | Total          | Rang           | Appareil | Appareil            | Appareil | Appareil | Total   | Rang   |
| Athlète         | Saut           | Barres asymétriques | Poutre         | Sol            | Total          | Rang           | Saut     | Barres asymétriques | Poutre   | Sol      | Total   | Rang   |
| --------------- | -------------- | ------------------- | -------------- | -------------- | -------------- | -------------- | -------- | ------------------- | -------- | -------- | ------- | ------ |
| Hitomi Hatakeda | 12,266         | 14,133              | 13,000         | 13,333         | 52,732         | 39e            | -        | 14,100              | 13,333   | 12,800   | -       | -      |
| Yuna Hiraiwa    | 13,733         | 11,700              | 13,533         | 12,666         | 51,632         | 49e            | 13,900   | -                   | 13,566   | -        | -       | -      |
| Mai Murakami    | 14,433         | 12,133              | 13,366         | 13,933         | 53,965         | 23e            | 14,266   | 12,700              | 13,833   | 14,066   | -       | -      |
| Aiko Sugihara   | 14,266         | 13,366              | 11,566         | 13,333         | 52,531         | 41e            | 14,183   | 13,333              | -        | 13,200   | -       | -      |
| Total           | 42,432         | 39,632              | 39,999         | 40,599         | 162,662        | 8e             | 42,439   | 40,133              | 40,732   | 40,066   | 163,280 | 5e     |

| Athlète        | Compétition      | Qualifications                 | Qualifications                 | Qualifications                 | Qualifications                 | Qualifications                 | Qualifications                 | Finale   | Finale              | Finale   | Finale   | Finale | Finale                              |
| Athlète        | Compétition      | Appareil                       | Appareil                       | Appareil                       | Appareil                       | Total                          | Rang                           | Appareil | Appareil            | Appareil | Appareil | Total  | Rang                                |
| Athlète        | Compétition      | Saut                           | Barres asymétriques            | Poutre                         | Sol                            | Total                          | Rang                           | Saut     | Barres asymétriques | Poutre   | Sol      | Total  | Rang                                |
| -------------- | ---------------- | ------------------------------ | ------------------------------ | ------------------------------ | ------------------------------ | ------------------------------ | ------------------------------ | -------- | ------------------- | -------- | -------- | ------ | ----------------------------------- |
| Mai Murakami   | Concours général | voir les résultats par équipes | voir les résultats par équipes | voir les résultats par équipes | voir les résultats par équipes | voir les résultats par équipes | voir les résultats par équipes | 14,533   | 13,733              | 13,766   | 14,000   | 56,032 | 5e                                  |
| Mai Murakami   | Sol              | -                              | -                              | -                              | 13,933                         | 13,933                         | 8e                             | -        | -                   | -        | 14,166   | 14,166 | Médaille de bronze, Jeux olympiques |
| Urara Ashikawa | Poutre           | -                              | -                              | 13,900                         | -                              | 13,900                         | 12e                            | -        | -                   | 13,733   | -        | 13,733 | 6e                                  |

#### Rythmique
| Athlète      | Qualification | Qualification | Qualification | Qualification | Qualification | Qualification | Finale   | Finale   | Finale   | Finale   | Finale   | Finale   |
| Athlète      |               |               |               |               | Total         | Rang          |          |          |          |          | Total    | Rang     |
| ------------ | ------------- | ------------- | ------------- | ------------- | ------------- | ------------- | -------- | -------- | -------- | -------- | -------- | -------- |
| Chisaki Oiwa | 23,100        | 19,600        | 23,600        | 21,250        | 87,550        | 19e           | Éliminée | Éliminée | Éliminée | Éliminée | Éliminée | Éliminée |
| Sumire Kita  | 23,150        | 23,900        | 24,550        | 21,200        | 92,800        | 11e           | Éliminée | Éliminée | Éliminée | Éliminée | Éliminée | Éliminée |

| Athlète                                                                   | Qualification | Qualification | Qualification | Qualification | Finale | Finale | Finale | Finale |
| Athlète                                                                   | 5             | 2 + 3         | Total         | Rang          | 5      | 2 + 3  | Total  | Rang   |
| ------------------------------------------------------------------------- | ------------- | ------------- | ------------- | ------------- | ------ | ------ | ------ | ------ |
| Sakura Noshitani Sayuri Sugimoto Ayuka Suzuki Nanami Takenaka Kiko Yokota | 40,400        | 39,325        | 79,725        | 7e            | 42,750 | 29,750 | 72,500 | 8e     |

#### Trampoline
Le Japon qualifie 2 gymnastes au championnat du monde à Tokyo.
| Athlète       | Compétition     | Qualifications | Qualifications | Finale  | Finale  |
| Athlète       | Compétition     | Score          | Rang           | Score   | Rang    |
| ------------- | --------------- | -------------- | -------------- | ------- | ------- |
| Daiki Kishi   | Concours hommes | 111,540        | 6e             | 57,815  | 7e      |
| Ryōsuke Sakai | Concours hommes | 62,250         | 15e            | Éliminé | Éliminé |
| Hikaru Mori   | Concours femmes | 63,775         | 13e            | Éliminé | Éliminé |
| Megu Uyama    | Concours femmes | 103,585        | 5e             | 54,655  | 5e      |

### Handball
| Compétition      | Phase de groupe        | Phase de groupe           | Phase de groupe            | Phase de groupe       | Phase de groupe         | Phase de groupe | Quart de finale  | Demi-finale      | Finale / 3e place | Finale / 3e place |
| Compétition      | Adversaire Score       | Adversaire Score          | Adversaire Score           | Adversaire Score      | Adversaire Score        | Rang            | Adversaire Score | Adversaire Score | Adversaire Score  | Rang              |
| ---------------- | ---------------------- | ------------------------- | -------------------------- | --------------------- | ----------------------- | --------------- | ---------------- | ---------------- | ----------------- | ----------------- |
| Tournoi masculin | Danemark Défaite 30-47 | Suède Défaite 26-28       | Égypte Défaite 29-33       | Bahreïn Défaite 30-32 | Portugal Victoire 31-30 | 6e              | Éliminés         | Éliminés         | Éliminés          | 11e               |
| Tournoi féminin  | Pays-Bas Défaite 21-32 | Monténégro Victoire 29-26 | Corée du Sud Défaite 24-27 | Angola Défaite 25-28  | Norvège Défaite 25-37   | 6e              | Éliminées        | Éliminées        | Éliminées         | 12e               |

### Haltérophilie
| Athlète           | Compétition    | Arraché  | Arraché | Épaulé-jeté | Épaulé-jeté | Total  | Rang    |
| Athlète           | Compétition    | Résultat | Rang    | Résultat    | Rang        | Total  | Rang    |
| ----------------- | -------------- | -------- | ------- | ----------- | ----------- | ------ | ------- |
| Yoichi Itokazu    | Moins de 61 kg | 133 kg   | 3e      | 159 kg      | 4e          | 292 kg | 4e      |
| Mitsunori Konnai  | Moins de 67 kg | 135 kg   | 8e      | 172 kg      | 7e          | 307 kg | 7e      |
| Masanori Miyamoto | Moins de 73 kg | 147 kg   | 8e      | 188 kg      | 5e          | 335 kg | 7e      |
| Toshiki Yamamoto  | Moins de 96 kg | 168 kg   | 7e      | 200 kg      | Abandon     | 168 kg | Abandon |

| Athlète       | Compétition    | Arraché  | Arraché | Épaulé-jeté | Épaulé-jeté | Total  | Rang                                |
| Athlète       | Compétition    | Résultat | Rang    | Résultat    | Rang        | Total  | Rang                                |
| ------------- | -------------- | -------- | ------- | ----------- | ----------- | ------ | ----------------------------------- |
| Hiromi Miyake | Moins de 49 kg | 74 kg    | 11e     | 99 kg       | Abandon     | 74 kg  | Abandon                             |
| Kanae Yagi    | Moins de 55 kg | 81 kg    | 13e     | 102 kg      | 11e         | 183 kg | 11e                                 |
| Mikiko Ando   | Moins de 59 kg | 94 kg    | 6e      | 120 kg      | 3e          | 214 kg | Médaille de bronze, Jeux olympiques |

### Hockey sur gazon
| Compétition      | Phase de groupe       | Phase de groupe              | Phase de groupe          | Phase de groupe       | Phase de groupe     | Phase de groupe | Quart de finale  | Demi-finale      | Finale / MB      | Finale / MB |
| Compétition      | Adversaire Score      | Adversaire Score             | Adversaire Score         | Adversaire Score      | Adversaire Score    | Rang            | Adversaire Score | Adversaire Score | Adversaire Score | Rang        |
| ---------------- | --------------------- | ---------------------------- | ------------------------ | --------------------- | ------------------- | --------------- | ---------------- | ---------------- | ---------------- | ----------- |
| Tournoi masculin | Australie Défaite 3-5 | Argentine Défaite 1-2        | Nouvelle-Zélande Nul 2-2 | Espagne Défaite 1-4   | Inde Défaite 3-5    | 6e              | Éliminés         | Éliminés         | Éliminés         | 11e         |
| Tournoi féminin  | Chine Défaite 3-4     | Nouvelle-Zélande Défaite 1-2 | Australie Défaite 0-1    | Argentine Défaite 1-2 | Espagne Défaite 1-4 | 6e              | Éliminées        | Éliminées        | Éliminées        | 11e         |

### Judo
| Athlète                                                                               | Compétition            | 1er tour                  | 2e tour                       | Quart de finale               | Demi-finale                   | Repêchage           | Finale / MB                      | Rang                                |
| Athlète                                                                               | Compétition            | Adversaire Résultat       | Adversaire Résultat           | Adversaire Résultat           | Adversaire Résultat           | Adversaire Résultat | Adversaire Résultat              | Rang                                |
| ------------------------------------------------------------------------------------- | ---------------------- | ------------------------- | ----------------------------- | ----------------------------- | ----------------------------- | ------------------- | -------------------------------- | ----------------------------------- |
| Naohisa Takatō                                                                        | Moins de 60 kg hommes  | Exempté                   | Verstraeten Victoire 010-000  | Chkhvimiani Victoire 101-000  | Smetov Victoire 012-002       | Non disputé         | Yang Victoire 101-003            | Médaille d'or, Jeux olympiques      |
| Hifumi Abe                                                                            | Moins de 66 kg hommes  | Exempté                   | Le Blouch Victoire 100-002    | Baskhüü (en) Victoire 010-001 | Cargnin Victoire 100-000      | Non disputé         | Margvelashvili Victoire 010-000  | Médaille d'or, Jeux olympiques      |
| Shohei Ōno                                                                            | Moins de 73 kg hommes  | Raicu Victoire 100-000    | Çiloğlu Victoire 101-000      | Orucov Victoire 101-000       | Tsogtbaatar Victoire 011-002  | Non disputé         | Shavdatuashvili Victoire 012-001 | Médaille d'or, Jeux olympiques      |
| Takanori Nagase                                                                       | Moins de 81 kg hommes  | Albayrak Victoire 102-003 | Parlati Victoire 102-002      | Ressel Victoire 012-000       | Casse Victoire 011-002        | Non disputé         | Mollaei Victoire 011-000         | Médaille d'or, Jeux olympiques      |
| Shoichiro Mukai                                                                       | Moins de 90 kg hommes  | Feuillet Victoire 100-000 | Tóth Défaite 001-101          | Éliminé                       | Éliminé                       | Éliminé             | Éliminé                          | Éliminé                             |
| Aaron Wolf                                                                            | Moins de 100 kg hommes | Exempté                   | Khurramov Victoire 100-000    | Paltchik Victoire 011-001     | Liparteliani Victoire 011-000 | Non disputé         | Cho Victoire 102-002             | Médaille d'or, Jeux olympiques      |
| Hisayoshi Harasawa                                                                    | Plus de 100 kg hommes  | Exempté                   | Kim Victoire 012-001          | Khammo Victoire 101-001       | Krpálek Défaite 001-011       | Non disputé         | Riner Défaite 003-101            | 5e                                  |
| Funa Tonaki                                                                           | Moins de 48 kg femmes  | Exemptée                  | Csernoviczki Victoire 100-000 | Pareto Victoire 100-000       | Bilodid Victoire 010-000      | Non disputé         | Krasniqi Défaite 000-010         | Médaille d'argent, Jeux olympiques  |
| Uta Abe                                                                               | Moins de 52 kg femmes  | Exemptée                  | Pimenta Victoire 100-001      | Giles Victoire 011-000        | Giuffrida Victoire 011-002    | Non disputé         | Buchard Victoire 101-000         | Médaille d'or, Jeux olympiques      |
| Tsukasa Yoshida                                                                       | Moins de 57 kg femmes  | Exemptée                  | Lu Victoire 101-001           | Nelson-Levy Victoire 010-001  | Gjakova Défaite 000-011       | Non disputé         | Liparteliani Victoire 101-000    | Médaille de bronze, Jeux olympiques |
| Miku Tashiro                                                                          | Moins de 63 kg femmes  | Renshall Victoire 010-002 | Ozdoba-Błach Défaite 001-101  | Éliminée                      | Éliminée                      | Éliminée            | Éliminée                         | Éliminée                            |
| Chizuru Arai                                                                          | Moins de 70 kg femmes  | Exemptée                  | Pérez Victoire 101-000        | Scoccimarro Victoire 100-000  | Taimazova Victoire 101-002    | Non disputé         | Polleres Victoire 010-001        | Médaille d'or, Jeux olympiques      |
| Shori Hamada                                                                          | Moins de 78 kg femmes  | Exemptée                  | Pacut Victoire 100-000        | Babintseva Victoire 112-002   | Wagner Victoire 101-000       | Non disputé         | Malonga Victoire 100-000         | Médaille d'or, Jeux olympiques      |
| Akira Sone                                                                            | Plus de 78 kg femmes   | Exemptée                  | Hershko Victoire 110-000      | Sayit Victoire 100-001        | Kindzerska Victoire 100-001   | Non disputé         | Ortíz Victoire 101-003           | Médaille d'or, Jeux olympiques      |
| Shoichiro Mukai Shohei Ōno Aaron Wolf Uta Abe Chizuru Arai Akira Sone Tsukasa Yoshida | Par équipes mixtes     | Non disputé               | Exemptés                      | Allemagne Victoire 4-2        | ROC Victoire 4-0              | Non disputé         | France Défaite 1-4               | Médaille d'argent, Jeux olympiques  |

### Karaté
| Athlète       | Compétition | Tour de qualification | Tour de qualification | Tour de qualification | Tour de qualification | Phase de classement | Phase de classement | Finale / MB                     | Rang                               |
| Athlète       | Compétition | 1er kata              | 2e kata               | Moyenne kata          | Place                 | 3e kata             | Place               | Adversaire Résultat             | Rang                               |
| ------------- | ----------- | --------------------- | --------------------- | --------------------- | --------------------- | ------------------- | ------------------- | ------------------------------- | ---------------------------------- |
| Ryo Kiyuna    | Kata hommes | 28,26                 | 28,40                 | 18,33                 | 1er                   | 28,72               | 1er                 | Quintero Victoire 28,72 - 27,66 | Médaille d'or, Jeux olympiques     |
| Kiyou Shimizu | Kata femmes | 27,40                 | 28,00                 | 27,70                 | 1re                   | 27,86               | 1re                 | Sánchez Défaite 27,88 - 28,06   | Médaille d'argent, Jeux olympiques |

| Athlète       | Compétition           | Tour de qualification | Tour de qualification  | Tour de qualification     | Tour de qualification      | Tour de qualification | Demi-finale         | Finale              | Rang                                |
| Athlète       | Compétition           | Match 1               | Match 2                | Match 3                   | Match 4                    | Place                 | Demi-finale         | Finale              | Rang                                |
| Athlète       | Compétition           | Adversaire Résultat   | Adversaire Résultat    | Adversaire Résultat       | Adversaire Résultat        | Place                 | Adversaire Résultat | Adversaire Résultat | Rang                                |
| ------------- | --------------------- | --------------------- | ---------------------- | ------------------------- | -------------------------- | --------------------- | ------------------- | ------------------- | ----------------------------------- |
| Naoto Sago    | Moins de 67 kg hommes | El-Sawy Victoire 4-3  | Farzaliyev Défaite 0-1 | Assadilov Défaite 0-3     | Şamdan Défaite 1-2         | 4e                    | Éliminé             | Éliminé             | 7e                                  |
| Ken Nishimura | Moins de 75 kg hommes | Scott Victoire 2-0    | Horuna Défaite 1-2     | Abdelaziz Victoire 8-7    | Hárspataki Défaite 1-3     | 3e                    | Éliminé             | Éliminé             | 5e                                  |
| Ryutaro Araga | Plus de 75 kg hommes  | Arkania Victoire 3-2  | Yuldashev Victoire 4-2 | Aktaş Victoire 5-3        | Horne Victoire par forfait | 1er                   | Hamedi Défaite 0-2  | Éliminé             | Médaille de bronze, Jeux olympiques |
| Miho Miyahara | Moins de 55 kg femmes | Plank Victoire 6-2    | Sayed Défaite 3-5      | Zhangbyrbay Victoire 11-2 | Terliuga Défaite 0-4       | 3e                    | Éliminée            | Éliminée            | 5e                                  |
| Mayumi Someya | Moins de 61 kg femmes | Çoban Défaite 4-0     | Heurtault Victoire 6-3 | Yin Défaite 2-4           | Garcés Défaite 5-8         | 4e                    | Éliminée            | Éliminée            | 7e                                  |
| Ayumi Uekusa  | Plus de 61 kg femmes  | Semeraro Défaite 3-4  | Zaretska Défaite 1-4   | Hocaoğlu Victoire 5-4     | Berultseva Victoire 5-1    | 3e                    | Éliminée            | Éliminée            | 7e                                  |

### Lutte
| Athlète         | Compétition  | Huitièmes de finale         | Quarts de finale         | Demi-finale               | Repêchage           | Finale 3e place Classement  | Rang                           |
| Athlète         | Compétition  | Adversaire Résultat         | Adversaire Résultat      | Adversaire Résultat       | Adversaire Résultat | Adversaire Résultat         | Rang                           |
| --------------- | ------------ | --------------------------- | ------------------------ | ------------------------- | ------------------- | --------------------------- | ------------------------------ |
| Yūki Takahashi  | 57 kg hommes | Mićić Victoire 7-0          | Sanayev Défaite 4-4 (VP) | Éliminé                   | Éliminé             | Éliminé                     | 8e                             |
| Takuto Otoguro  | 65 kg hommes | Tulga Victoire 6-3          | Muszukajev Victoire 4-1  | Rashidov Victoire 3-2     | -                   | Əliyev Victoire 5-4         | Médaille d'or, Jeux olympiques |
| Keisuke Otoguro | 74 kg hommes | Kaisanov Défaite 2-2 (VT)   | Éliminé                  | Éliminé                   | Éliminé             | Éliminé                     | 14e                            |
| Sosuke Takatani | 86 kg hommes | Göçen Défaite 2-2 (VP)      | Éliminé                  | Éliminé                   | Éliminé             | Éliminé                     | 9e                             |
| Yui Susaki      | 50 kg femmes | Namuuntsetseg Victoire 10-0 | Yépez Victoire 10-0      | Stadnik Victoire 11-0     | -                   | Sun Victoire 10-0           | Médaille d'or, Jeux olympiques |
| Mayu Mukaida    | 53 kg femmes | Essombe Victoire 10-0       | Zasina Victoire 12-2     | Bolortuyaa Victoire 6-3   | -                   | Pang Victoire 5-4           | Médaille d'or, Jeux olympiques |
| Risako Kawai    | 57 kg femmes | Camara Victoire 8-2         | Khongorzul Victoire 7-0  | Maroulis Victoire 2-1     | -                   | Kurachkina Victoire 5-0     | Médaille d'or, Jeux olympiques |
| Yukako Kawai    | 62 kg femmes | Ovcharova Victoire 10-0     | Johansson Victoire 10-2  | Yusein Victoire 3-2       | -                   | Tynybekova Victoire 4-3     | Médaille d'or, Jeux olympiques |
| Sara Doshō      | 68 kg femmes | Mensah-Stock Défaite 0-10   | Non qualifiée            | Non qualifiée             | Zhou Victoire 7-2   | Cherkasova Défaite 0-2 (VT) | 5e                             |
| Hiroe Minagawa  | 76 kg femmes | Burmaa Victoire 8-0         | Mäe Victoire 3-0         | Rotter-Focken Défaite 1-3 | -                   | Zhou Défaite 0-2 (VT)       | 5e                             |

| Athlète           | Compétition | Huitième de finale     | Quart de finale           | Demi-finale          | Repêchage                        | Finale 3e place Classement | Rang                                |
| Athlète           | Compétition | Adversaire Résultat    | Adversaire Résultat       | Adversaire Résultat  | Adversaire Résultat              | Adversaire Résultat        | Rang                                |
| ----------------- | ----------- | ---------------------- | ------------------------- | -------------------- | -------------------------------- | -------------------------- | ----------------------------------- |
| Ken'ichirō Fumita | 60 kg       | Fergat Victoire 8-0    | Walihan Victoire 1-1 (VP) | Temirov Victoire 5-1 | -                                | Orta Défaite 1-5           | Médaille d'argent, Jeux olympiques  |
| Shohei Yabiku     | 77 kg       | Zhadrayev Victoire 5-3 | Lőrincz Défaite 1-3       | Non qualifié         | Ait Ouagram Victoire par forfait | Ali Geraei Victoire 13-3   | Médaille de bronze, Jeux olympiques |

### Natation
| Athlète                                                                | Épreuve              | Série         | Série       | Demi-finale   | Demi-finale | Finale            | Finale                             |
| Athlète                                                                | Épreuve              | Temps         | Rang        | Temps         | Rang        | Temps             | Rang                               |
| ---------------------------------------------------------------------- | -------------------- | ------------- | ----------- | ------------- | ----------- | ----------------- | ---------------------------------- |
| Katsumi Nakamura                                                       | 100 m nage libre     | 48 s 48       | 17e         | Éliminé       | Éliminé     | Éliminé           | Éliminé                            |
| Katsuhiro Matsumoto                                                    | 200 m nage libre     | 1 min 46 s 69 | 17e         | Éliminé       | Éliminé     | Éliminé           | Éliminé                            |
| Kōsuke Hagino                                                          | 200 m 4 nages        | 1 min 57 s 39 | 5e          | 1 min 57 s 47 | 6e          | 1 min 57 s 49     | 6e                                 |
| Daiya Seto                                                             | 200 m 4 nages        | 1 min 58 s 15 | 16e         | 1 min 56 s 86 | 3e          | 1 min 56 s 22     | 4e                                 |
| Daiya Seto                                                             | 400 m 4 nages        | 4 min 10 s 52 | 9e          | Non disputé   | Non disputé | Éliminé           | Éliminé                            |
| Yuki Ikari                                                             | 400 m 4 nages        | 4 min 12 s 8  | 11e         | Non disputé   | Non disputé | Éliminé           | Éliminé                            |
| Ryuya Mura                                                             | 100 m brasse         | 59 s 40       | 11e         | 59 s 82       | 13e         | Éliminé           | Éliminé                            |
| Shoma Sato                                                             | 100 m brasse         | 1 min 0 s 4   | 23e         | Éliminé       | Éliminé     | Éliminé           | Éliminé                            |
| Ryuya Mura                                                             | 200 m brasse         | 2 min 9 s 0   | 8e          | 2 min 8 s 27  | 6e          | 2 min 8 s 42      | 7e                                 |
| Shoma Sato                                                             | 200 m brasse         | 2 min 9 s 43  | 11e         | 2 min 9 s 4   | 10e         | Éliminé           | Éliminé                            |
| Ryōsuke Irie                                                           | 100 m dos            | 52 s 99       | 5e          | 53 s 21       | 9e          | Éliminé           | Éliminé                            |
| Ryōsuke Irie                                                           | 200 m dos            | 1 min 56 s 97 | 8e          | 1 min 56 s 69 | 8e          | 1 min 57 s 32     | 7e                                 |
| Keita Sunama                                                           | 200 m dos            | 1 min 57 s 7  | 9e          | 1 min 57 s 16 | 14e         | Éliminé           | Éliminé                            |
| Takeshi Kawamoto                                                       | 100 m papillon       | 51 s 93       | 20e         | Éliminé       | Éliminé     | Éliminé           | Éliminé                            |
| Naoki Mizunuma                                                         | 100 m papillon       | 51 s 57       | 12e         | 51 s 46       | 10e         | Éliminé           | Éliminé                            |
| Tomoru Honda                                                           | 200 m papillon       | 1 min 55 s 10 | 6e          | 1 min 55 s 31 | 8e          | 1 min 53 s 73     | Médaille d'argent, Jeux olympiques |
| Daiya Seto                                                             | 200 m papillon       | 1 min 55 s 26 | 9e          | 1 min 55 s 50 | 11e         | Éliminé           | Éliminé                            |
| Katsumi Nakamura Akira Namba Kaiya Seki Shinri Shioura                 | 4 × 100 m nage libre | 3 min 14 s 44 | 14e         | Non disputé   | Non disputé | Éliminés          | Éliminés                           |
| Kōsuke Hagino Katsuhiro Matsumoto Kotaro Takahashi Konosuke Yanagimoto | 4 × 200 m nage libre | 7 min 9 s 53  | 12e         | Non disputé   | Non disputé | Éliminés          | Éliminés                           |
| Ryōsuke Irie Naoki Mizunuma Ryuya Mura Katsumi Nakamura                | 4 × 100 m 4 nages    | 3 min 32 s 2  | 5e          | Non disputé   | Non disputé | 3 min 29 s 91 AS  | 6e                                 |
| Taishin Minamide                                                       | 10 km en eau libre   | Non disputé   | Non disputé | Non disputé   | Non disputé | 1 h 53 min 7 s 50 | 13e                                |

| Athlète                                                   | Épreuve              | Série         | Série       | Demi-finale   | Demi-finale | Finale            | Finale                         |
| Athlète                                                   | Épreuve              | Temps         | Rang        | Temps         | Rang        | Temps             | Rang                           |
| --------------------------------------------------------- | -------------------- | ------------- | ----------- | ------------- | ----------- | ----------------- | ------------------------------ |
| Waka Kobori                                               | 400 m nage libre     | 4 min 5 s 7   | 11e         | Non disputé   | Non disputé | Éliminée          | Éliminée                       |
| Miyu Namba                                                | 400 m nage libre     | 4 min 13 s 49 | 20e         | Non disputé   | Non disputé | Éliminée          | Éliminée                       |
| Waka Kobori                                               | 800 m nage libre     | 8 min 28 s 90 | 16e         | Non disputé   | Non disputé | Éliminée          | Éliminée                       |
| Miyu Namba                                                | 800 m nage libre     | 8 min 32 s 4  | 17e         | Non disputé   | Non disputé | Éliminée          | Éliminée                       |
| Suzuka Hasegawa                                           | 200 m papillon       | 2 min 10 s 43 | 13e         | 2 min 9 s 42  | 9e          | Éliminée          | Éliminée                       |
| Reona Aoki                                                | 100 m brasse         | 1 min 7 s 29  | 19e         | Éliminée      | Éliminée    | Éliminée          | Éliminée                       |
| Kanako Watanabe                                           | 100 m brasse         | 1 min 7 s 1   | 17e         | Éliminée      | Éliminée    | Éliminée          | Éliminée                       |
| 100 m brasse                                              | 2 min 24 s 73        | 18e           | Éliminée    | Éliminée      | Éliminée    | Éliminée          |                                |
| Anna Konishi                                              | 100 m dos            | 1 min 0 s 4   | 16e         | 1 min 0 s 7   | 13e         | Éliminée          | Éliminée                       |
| Miho Teramura                                             | 200 m 4 nages        | 2 min 11 s 22 | 12e         | 2 min 12 s 14 | 15e         | Éliminée          | Éliminée                       |
| Yui Ōhashi                                                | 200 m 4 nages        | 2 min 10 s 77 | 10e         | 2 min 9 s 79  | 5e          | 2 min 8 s 52      | Médaille d'or, Jeux olympiques |
| Yui Ōhashi                                                | 400 m 4 nages        | 4 min 35 s 71 | 3e          | Non disputé   | Non disputé | 4 min 32 s 8      | Médaille d'or, Jeux olympiques |
| Ageha Tanigawa                                            | 400 m 4 nages        | 4 min 41 s 76 | 12e         | Non disputé   | Non disputé | Éliminée          | Éliminée                       |
| Chihiro Igarashi Rikako Ikee Rika Omoto Natsumi Sakai     | 4 × 100 m nage libre | 3 min 36 s 20 | 9e          | Non disputé   | Non disputé | Éliminées         | Éliminées                      |
| Chihiro Igarashi Nagisa Ikemoto Aoi Masuda Rio Shirai     | 4 × 200 m nage libre | 7 min 58 s 39 | 9e          | Non disputé   | Non disputé | Éliminées         | Éliminées                      |
| Chihiro Igarashi Rikako Ikee Anna Konishi Kanako Watanabe | 4 × 100 m 4 nages    | 3 min 57 s 17 | 6e          | Non disputé   | Non disputé | 3 min 58 s 12     | 8e                             |
| Yumi Kida                                                 | 10 km en eau libre   | Non disputé   | Non disputé | Non disputé   | Non disputé | 2 h 1 min 40 s 90 | 13e                            |

| Athlète                                                 | Épreuve           | Série         | Série | Demi-finale | Demi-finale | Finale   | Finale   |
| Athlète                                                 | Épreuve           | Temps         | Rang  | Temps       | Rang        | Temps    | Rang     |
| ------------------------------------------------------- | ----------------- | ------------- | ----- | ----------- | ----------- | -------- | -------- |
| Rikako Ikee Anna Konishi Katsuhiro Matsumoto Shoma Sato | 4 × 100 m 4 nages | 3 min 44 s 15 | 9e    | Non disputé | Non disputé | Éliminés | Éliminés |

### Natation synchronisée
| Athlètes | Compétition | Qualifications      | Qualifications  | Qualifications | Qualifications | Finale          | Finale                    | Finale          |
| Athlètes | Compétition | Programme technique | Programme libre | Total          | Rang           | Programme libre | Programme libre           | Programme libre |
| Athlètes | Compétition | Points              | Points          | Total          | Rang           | Points          | Total (technique + libre) | Rang            |
| --- | ----------- | ------------------- | --------------- | -------------- | -------------- | --------------- | ------------------------- | --------------- |
| Yukiko Inui Megumu Yoshida                                                                                           | Duo         | 93,3499             | 93,9333         | 187,2832       | 4e             | 94,4667         | 187,8166                  | 4e              |
| Juka Fukumura Yukiko Inui Moeka Kijima Okina Kyogoku Mayu Tsukamoto Mashiro Yasunaga Akane Yanagisawa Megumu Yoshida | Ballet      | 93,3773             | Non disputé     | Non disputé    | 4e             | 94,9333         | 188,3106                  | 4e              |

### Pentathlon moderne
| Athlète          | Compétition           | Escrime (épée, une touche) | Escrime (épée, une touche) | Natation (200 m nage libre) | Natation (200 m nage libre) | Natation (200 m nage libre) | Équitation (saut d'obstacles) | Équitation (saut d'obstacles) | Équitation (saut d'obstacles) | Combiné course/tir (3 200 m / pistolet à 10 m) | Combiné course/tir (3 200 m / pistolet à 10 m) | Combiné course/tir (3 200 m / pistolet à 10 m) | Total | Rang |
| Athlète          | Compétition           | Rang                       | Points                     | Temps                       | Rang                        | Points                      | Pénalités                     | Rang                          | Points                        | Temps                                          | Rang                                           | Points                                         | Total | Rang |
| ---------------- | --------------------- | -------------------------- | -------------------------- | --------------------------- | --------------------------- | --------------------------- | ----------------------------- | ----------------------------- | ----------------------------- | ---------------------------------------------- | ---------------------------------------------- | ---------------------------------------------- | ----- | ---- |
| Shōhei Iwamoto   | Compétition masculine | 30e                        | 172                        | 2 min 3 s 75                | 20e                         | 303                         | 80,69                         | 20e                           | 279                           | 11 min 52 s 87                                 | 31e                                            | 588                                            | 1 343 | 28e  |
| Rena Shimazu     | Compétition féminine  | 30e                        | 184                        | 2 min 10 s 65               | e                           | 289                         | 90,72                         | e                             | 252                           | 12 min 34 s 40                                 | e                                              | 546                                            | 1 271 | 23e  |
| Natsumi Takamiya | Compétition féminine  | 31e                        | 185                        | 2 min 11 s 54               | 11e                         | 287                         | Éliminée                      | 31e                           | 0                             | 13 min 7 s 72                                  | 26e                                            | 513                                            | 985   | 34e  |

### Plongeon
| Athlète                    | Compétition                      | Éliminatoires | Éliminatoires | Demi-finale | Demi-finale | Finale  | Finale  |
| Athlète                    | Compétition                      | Points        | Rang          | Points      | Rang        | Points  | Rang    |
| -------------------------- | -------------------------------- | ------------- | ------------- | ----------- | ----------- | ------- | ------- |
| Ken Terauchi               | Tremplin à 3 mètres              | 430,20        | 10e           | 424,50      | 7e          | 359,70  | 12e     |
| Reo Nishida                | Haut-vol à 10 mètres             | 314,30        | 25e           | Éliminé     | Éliminé     | Éliminé | Éliminé |
| Rikuto Tamai               | Haut-vol à 10 mètres             | 374,25        | 16e           | 413,65      | 8e          | 431,95  | 7e      |
| Sho Sakai Ken Terauchi     | Tremplin à 3 mètres synchronisé  | Non disputé   | Non disputé   | Non disputé | Non disputé | 393,93  | 5e      |
| Hiroki Ito Kazuki Murakami | Haut-vol à 10 mètres synchronisé | Non disputé   | Non disputé   | Non disputé | Non disputé | 377,10  | 8e      |

| Athlète                        | Compétition                      | Éliminatoires | Éliminatoires | Demi-finale | Demi-finale | Finale   | Finale   |
| Athlète                        | Compétition                      | Points        | Rang          | Points      | Rang        | Points   | Rang     |
| ------------------------------ | -------------------------------- | ------------- | ------------- | ----------- | ----------- | -------- | -------- |
| Haruka Enomoto                 | Tremplin à 3 mètres              | 277,85        | 17e           | 255,40      | 17e         | Éliminée | Éliminée |
| Sayaka Mikami                  | Tremplin à 3 mètres              | 317,10        | 5e            | 273,70      | 16e         | Éliminée | Éliminée |
| Matsuri Arai                   | Haut-vol à 10 mètres             | 268,80        | 22e           | Éliminée    | Éliminée    | Éliminée | Éliminée |
| Haruka Enomoto Hazuki Miyamoto | Tremplin à 3 mètres synchronisé  | Non disputé   | Non disputé   | Non disputé | Non disputé | 269,40   | 5e       |
| Matsuri Arai Minami Itahashi   | Haut-vol à 10 mètres synchronisé | Non disputé   | Non disputé   | Non disputé | Non disputé | 291,442  | 6e       |

### Rugby à sept
| Compétition      | Phase de groupe        | Phase de groupe              | Phase de groupe      | Phase de groupe | Quart de finale / MC | Demi-finale / MC            | Finale / 3e / MC | Finale / 3e / MC |
| Compétition      | Adversaire Score       | Opposition Score             | Opposition Score     | Rang            | Opposition Score     | Opposition Score            | Opposition Score | Rang             |
| ---------------- | ---------------------- | ---------------------------- | -------------------- | --------------- | -------------------- | --------------------------- | ---------------- | ---------------- |
| Tournoi masculin | Fidji Défaite 19-24    | Grande-Bretagne Défaite 0-34 | Canada Défaite 12-36 | 4e              | Kenya Défaite 7-21   | Corée du Sud Victoire 31-19 | Non disputé      | 11e              |
| Tournoi féminin  | Australie Défaite 0-48 | États-Unis Défaite 7-17      | Chine Défaite 0-29   | 4e              | Kenya Défaite 17-21  | Brésil Défaite 12-21        | Non disputé      | 12e              |

### Skateboard
| Athlète         | Compétition | Rounds | Rounds | Finale  | Finale                             |
| Athlète         | Compétition | Points | Rang   | Points  | Rang                               |
| --------------- | ----------- | ------ | ------ | ------- | ---------------------------------- |
| Ayumu Hirano    | Hommes      | 62,03  | 14e    | Éliminé | Éliminé                            |
| Kokona Hiraki   | Femmes      | 52,46  | 3e     | 59,04   | Médaille d'argent, Jeux olympiques |
| Misugu Okamoto  | Femmes      | 58,51  | 1er    | 53,58   | 4e                                 |
| Sakura Yosozumi | Femmes      | 45,98  | 4e     | 60,09   | Médaille d'or, Jeux olympiques     |

| Athlète        | Compétition | Rounds | Rounds | Finale  | Finale                              |
| Athlète        | Compétition | Points | Rang   | Points  | Rang                                |
| -------------- | ----------- | ------ | ------ | ------- | ----------------------------------- |
| Yukito Aoki    | Hommes      | 18,60  | 17e    | Éliminé | Éliminé                             |
| Yuto Horigome  | Hommes      | 33,75  | 6e     | 37,18   | Médaille d'or, Jeux olympiques      |
| Sora Shirai    | Hommes      | 31,52  | 9e     | Éliminé | Éliminé                             |
| Funa Nakayama  | Femmes      | 15,77  | 1re    | 14,49   | Médaille de bronze, Jeux olympiques |
| Aori Nishimura | Femmes      | 12,82  | 5e     | 6,92    | 8e                                  |
| Momiji Nishiya | Femmes      | 15,40  | 2e     | 15,26   | Médaille d'or, Jeux olympiques      |

### Softball
| Tour préliminaire      | Tour préliminaire    | Tour préliminaire   | Tour préliminaire   | Tour préliminaire      | Tour préliminaire | Finale / 3e place       | Finale / 3e place              |
| Adversaire Résultat    | Adversaire Résultat  | Adversaire Résultat | Adversaire Résultat | Adversaire Résultat    | Rang              | Adversaire Résultat     | Rang                           |
| ---------------------- | -------------------- | ------------------- | ------------------- | ---------------------- | ----------------- | ----------------------- | ------------------------------ |
| Australie Victoire 8-1 | Mexique Victoire 3-2 | Italie Victoire 5-0 | Canada Victoire 1-0 | États-Unis Défaite 1-2 | 2e                | États-Unis Victoire 2-0 | Médaille d'or, Jeux olympiques |

### Surf
| Athlète        | Compétition | Round 1  | Round 1 | Round 2  | Round 2 | Round 3                           | Quart de finale                    | Demi-finale                   | Finale / 3e place             | Finale / 3e place                   |
| Athlète        | Compétition | Résultat | Rang    | Résultat | Rang    | Résultat                          | Résultat                           | Résultat                      | Résultat                      | Classement                          |
| -------------- | ----------- | -------- | ------- | -------- | ------- | --------------------------------- | ---------------------------------- | ----------------------------- | ----------------------------- | ----------------------------------- |
| Kanoa Igarashi | Hommes      | 12,77    | 1er     | Exempté  | Exempté | Waida Victoire 14,00 - 12,00      | Andino Victoire 12,60 - 11,00      | Medina Victoire 17,00 - 16,76 | Ferreira Défaite 6,60 - 15,14 | Médaille d'argent, Jeux olympiques  |
| Hiroto Ohhara  | Hommes      | 11,40    | 2e      | Exempté  | Exempté | Tudela Victoire 10,00 - 9,63      | Ferreira Défaite 11,90 - 16,30     | Éliminé                       | Éliminé                       | Éliminé                             |
| Mahina Maeda   | Femmes      | 9,20     | 4e      | 9,63     | 3e      | Marks Défaite 7,34 - 15,33        | Éliminée                           | Éliminée                      | Éliminée                      | Éliminée                            |
| Amuro Tsuzuki  | Femmes      | 6,99     | 4e      | 11,60    | 1re     | Weston-Webb Victoire 10,33 - 9,00 | Fitzgibbons Victoire 13,27 - 11,67 | Moore Défaite 7,43 - 8,33     | Marks Victoire 6,80 - 4,26    | Médaille de bronze, Jeux olympiques |

### Taekwondo
| Athlète        | Compétition           | Huitièmes de finale      | Quarts de finale    | Demi-finale                  | Repêchage           | Finale / MB             | Rang    |
| Athlète        | Compétition           | Adversaire Résultat      | Adversaire Résultat | Adversaire Résultat          | Adversaire Résultat | Adversaire Résultat     | Rang    |
| -------------- | --------------------- | ------------------------ | ------------------- | ---------------------------- | ------------------- | ----------------------- | ------- |
| Sergio Suzuki  | Moins de 58 kg hommes | Demse Défaite 2-22       | Éliminé             | Éliminé                      | Éliminé             | Éliminé                 | Éliminé |
| Ricardo Suzuki | Moins de 68 kg hommes | Husić Défaite 2-22       | Éliminé             | Éliminé                      | Éliminé             | Éliminé                 | Éliminé |
| Miyu Yamada    | Moins de 49 kg femmes | Su Victoire 10-9         | Sim Victoire 16-7   | Wongpattanakit Défaite 12-34 | -                   | Bogdanović Défaite 6-20 | 5e      |
| Mayu Hamada    | Moins de 57 kg femmes | Ben Yessouf Défaite 6-11 | Éliminé             | Éliminé                      | Éliminé             | Éliminé                 | Éliminé |

### Tennis
| Athlète                        | Épreuve          | 1/32e de finale                 | 1/16e de finale                          | 1/8e de finale                        | Quarts de finale                                | Demi-finale         | Finale / MB         | Rang      |
| Athlète                        | Épreuve          | Adversaire Résultat             | Adversaire Résultat                      | Adversaire Résultat                   | Adversaire Résultat                             | Adversaire Résultat | Adversaire Résultat | Rang      |
| ------------------------------ | ---------------- | ------------------------------- | ---------------------------------------- | ------------------------------------- | ----------------------------------------------- | ------------------- | ------------------- | --------- |
| Taro Daniel                    | Simple messieurs | Sonego Défaite 6-4, 6-76, 6-73  | Éliminé                                  | Éliminé                               | Éliminé                                         | Éliminé             | Éliminé             | Éliminé   |
| Kei Nishikori                  | Simple messieurs | Rublev Victoire 6-3, 6-4        | Giron Victoire 7-6, 3-6, 6-1             | Ivashka Victoire 7-67, 6-0            | Djokovic Défaite 2-6, 0-6                       | Éliminé             | Éliminé             | Éliminé   |
| Yoshihito Nishioka             | Simple messieurs | Khachanov Défaite 6-3, 1-6, 2-6 | Éliminé                                  | Éliminé                               | Éliminé                                         | Éliminé             | Éliminé             | Éliminé   |
| Yuichi Sugita                  | Simple messieurs | Fognini Défaite 4-6, 3-6        | Éliminé                                  | Éliminé                               | Éliminé                                         | Éliminé             | Éliminé             | Éliminé   |
| Ben McLachlan Kei Nishikori    | Double messieurs | Non disputé                     | J. Sousa / P. Sousa Victoire 6-1, 6-4    | Murray / Skupski Victoire 6-3, 6-4    | Mektić / Pavić Défaite 3-6, 3-6                 | Éliminés            | Éliminés            | Éliminés  |
| Taro Daniel Yoshihito Nishioka | Double messieurs | Non disputé                     | Čilić / Dodig Défaite 2-6, 4-6           | Éliminés                              | Éliminés                                        | Éliminés            | Éliminés            | Éliminés  |
| Misaki Doi                     | Simple dames     | Zarazúa Victoire 6-3, 6-2       | Bencic Défaite 2-6, 4-6                  | Éliminée                              | Éliminée                                        | Éliminée            | Éliminée            | Éliminée  |
| Nao Hibino                     | Simple dames     | Stojanović Défaite 3-6, 3-6     | Éliminée                                 | Éliminée                              | Éliminée                                        | Éliminée            | Éliminée            | Éliminée  |
| Naomi Osaka                    | Simple dames     | Non disputé                     | Zheng Victoire 6-1, 6-4                  | Golubic Victoire 6-3, 6-2             | Vondroušová Défaite 1-6, 4-6                    | Éliminée            | Éliminée            | Éliminée  |
| Shuko Aoyama Ena Shibahara     | Double dames     | Non disputé                     | Bencic / Golubic Défaite 4-6, 7-65, 5-10 | Éliminées                             | Éliminées                                       | Éliminées           | Éliminées           | Éliminées |
| Nao Hibino Makoto Ninomiya     | Double dames     | Non disputé                     | Barty / Sanders Défaite 1-6, 2-6         | Éliminée                              | Éliminée                                        | Éliminée            | Éliminée            | Éliminée  |
| Ena Shibahara Ben McLachlan    | Double mixte     | Non disputé                     | Non disputé                              | Shvedova / Golubev Victoire 6-3, 7-63 | Pavlyuchenkova / Rublev Défaite 5-7, 7-60, 8-10 | Éliminée            | Éliminée            | Éliminée  |

### Tennis de table
| Athlète(s)                               | Compétition        | Tour préliminaire | 1er tour         | 2e tour          | 3e tour               | 4e tour                         | Quarts de finale               | Demi-finale              | Finale / MB               | Rang                                |
| Athlète(s)                               | Compétition        | Adversaire Score  | Adversaire Score | Adversaire Score | Adversaire Score      | Adversaire Score                | Adversaire Score               | Adversaire Score         | Adversaire Score          | Rang                                |
| ---------------------------------------- | ------------------ | ----------------- | ---------------- | ---------------- | --------------------- | ------------------------------- | ------------------------------ | ------------------------ | ------------------------- | ----------------------------------- |
| Tomokazu Harimoto                        | Simple messieurs   | Exempté           | Exempté          | Exempté          | Lam Victoire 4-1      | Jorgić Défaite 3-4              | Éliminé                        | Éliminé                  | Éliminé                   | Éliminé                             |
| Koki Niwa                                | Simple messieurs   | Exempté           | Exempté          | Exempté          | Wang Victoire 4-0     | Ovtcharov Défaite 1-4           | Éliminé                        | Éliminé                  | Éliminé                   | Éliminé                             |
| Tomokazu Harimoto Jun Mizutani Koki Niwa | Par équipes hommes | Non disputé       | Non disputé      | Non disputé      | Non disputé           | Australie Victoire 3-0          | Suède Victoire 3-1             | Allemagne Défaite 2-3    | Corée du Sud Victoire 3-1 | Médaille de bronze, Jeux olympiques |
| Kasumi Ishikawa                          | Simple dames       | Exempté           | Exempté          | Exempté          | Paranang Victoire 4-2 | Polcanova Victoire 4-0          | Yu Défaite 1-4                 | Éliminée                 | Éliminée                  | Éliminée                            |
| Mima Ito                                 | Simple dames       | Exempté           | Exempté          | Exempté          | Fu Victoire 4-1       | Sawettabut Victoire 4-0         | Jeon Victoire 4-0              | Sun Défaite 0-4          | Yu Victoire 4-1           | Médaille de bronze, Jeux olympiques |
| Miu Hirano Kasumi Ishikawa Mima Ito      | Par équipes femmes | Non disputé       | Non disputé      | Non disputé      | Non disputé           | Hongrie Victoire 3-0            | Taipei chinois Victoire 3-0    | Hong Kong Victoire 3-0   | Chine Défaite 0-3         | Médaille d'argent, Jeux olympiques  |
| Jun Mizutani Mima Ito                    | Double mixte       | Non disputé       | Non disputé      | Non disputé      | Non disputé           | Fegerl / Polcanova Victoire 4-1 | Franziska / Solja Victoire 4-3 | Lin / Cheng Victoire 4-1 | Xu / Liu Victoire 4-3     | Médaille d'or, Jeux olympiques      |

### Tir
| Athlète            | Compétition                  | Qualification | Qualification | Finale  | Finale  |
| Athlète            | Compétition                  | Points        | Rang          | Points  | Rang    |
| ------------------ | ---------------------------- | ------------- | ------------- | ------- | ------- |
| Kojiro Horimizu    | Pistolet à air comprimé 10 m | 576           | 15e           | Éliminé | Éliminé |
| Dai Yoshioka       | Pistolet à 25 m tir rapide,  | 582-17x       | 8e            | Éliminé | Éliminé |
| Takayuki Matsumoto | Carabine à air comprimé 10 m | 621,7         | 37e           | Éliminé | Éliminé |
| Naoya Okada        | Carabine à air comprimé 10 m | 625,7         | 20e           | Éliminé | Éliminé |
| Takayuki Matsumoto | Carabine à 50 m 3 positions  | 1145-42x      | 37e           | Éliminé | Éliminé |
| Naoya Okada        | Carabine à 50 m 3 positions  | 1158-44x      | 31e           | Éliminé | Éliminé |
| Shigetaka Oyama    | Trap,                        | 115           | 29e           | Éliminé | Éliminé |

| Athlète          | Compétition                   | Qualification | Qualification | Finale   | Finale   |
| Athlète          | Compétition                   | Points        | Rang          | Points   | Rang     |
| ---------------- | ----------------------------- | ------------- | ------------- | -------- | -------- |
| Chizuru Sasaki   | Pistolet à air comprimé 10 m  | 556           | 50e           | Éliminée | Éliminée |
| Satoko Yamada    | Pistolet à air comprimé 10 m  | 570           | 23e           | Éliminée | Éliminée |
| Chizuru Sasaki   | Pistolet à 25 m,              | 567           | 40e           | Éliminée | Éliminée |
| Satoko Yamada    | Pistolet à 25 m,              | 563           | 43e           | Éliminée | Éliminée |
| Haruka Nakaguchi | Carabine à air comprimé 10 m, | 622,2         | 32e           | Éliminée | Éliminée |
| Shiori Hirata    | Carabine à air comprimé 10 m, | 622,1         | 34e           | Éliminée | Éliminée |
| Shiori Hirata    | Carabine à 50 m 3 positions   | 1169-49x      | 11e           | Éliminée | Éliminée |
| Yukie Nakayama   | Trap,                         | 115           | 19e           | Éliminée | Éliminée |

| Athlète                          | Compétition                   | Qualification 1 | Qualification 1 | Qualification 2 | Qualification 2 | Finale / 3e place  | Finale / 3e place |
| Athlète                          | Compétition                   | Points          | Rang            | Points          | Rang            | Adversaie Résultat | Rang              |
| -------------------------------- | ----------------------------- | --------------- | --------------- | --------------- | --------------- | ------------------ | ----------------- |
| Kojiro Horimizu Satoko Yamada    | Pistolet à air comprimé 10 m, | 559             | 20e             | Éliminés        | Éliminés        | Éliminés           | Éliminés          |
| Takayuki Matsumoto Shiori Hirata | Carabine à air comprimé 10 m, | 620,3           | 26e             | Éliminés        | Éliminés        | Éliminés           | Éliminés          |
| Naoya Okada Haruka Nakaguchi     | Carabine à air comprimé 10 m, | 625,6           | 13e             | Éliminés        | Éliminés        | Éliminés           | Éliminés          |
| Shigetaka Oyama Yukie Nakayama   | Trap                          | 145             | 5e              | Non disputé     | Non disputé     | Éliminés           | Éliminés          |

### Tir à l'arc
| Athlète                                   | Compétition         | Tour préliminaire | Tour préliminaire | 1er tour                  | 2e tour               | 3e tour            | Quarts de finale        | Demi-finale              | Finale / 3e place     | Rang                                |
| Athlète                                   | Compétition         | Score             | Rang              | Adversaire Score          | Adversaire Score      | Adversaire Score   | Adversaire Score        | Adversaire Score         | Adversaire Score      | Rang                                |
| ----------------------------------------- | ------------------- | ----------------- | ----------------- | ------------------------- | --------------------- | ------------------ | ----------------------- | ------------------------ | --------------------- | ----------------------------------- |
| Takaharu Furukawa                         | Individuel hommes,  | 649               | 46e               | Álvarez Victoire 7-3      | Broeksma Victoire 6-5 | Das Victoire 3-1   | Li Victoire 4-0         | Gazoz Défaite 1-4        | Tang Victoire 4-1     | Médaille de bronze, Jeux olympiques |
| Yuki Kawata                               | Individuel hommes,  | 661               | 22e               | De Smedt Défaite 2-6      | Éliminé               | Éliminé            | Éliminé                 | Éliminé                  | Éliminé               | Éliminé                             |
| Hiroki Muto                               | Individuel hommes,  | 678               | 5e                | Shanny Défaite 3-7        | Éliminé               | Éliminé            | Éliminé                 | Éliminé                  | Éliminé               | Éliminé                             |
| Takaharu Furukawa Yuki Kawata Hiroki Muto | Par équipes hommes, | 1 988             | 4e                | Non disputé               | Non disputé           | Exemptés           | États-Unis Victoire 5-1 | Corée du Sud Défaite 4-5 | Pays-Bas Victoire 5-4 | Médaille de bronze, Jeux olympiques |
| Ren Hayakawa                              | Individuel femmes,  | 653               | 16e               | Đỗ Victoire 6-5           | Kaufhold Victoire 6-2 | An Défaite 4-6     | Éliminée                | Éliminée                 | Éliminée              | Éliminée                            |
| Miki Nakamura                             | Individuel femmes,  | 639               | 31e               | Horáčková Victoire 6-2    | Jang Victoire 6-2     | Wu Défaite 1-7     | Éliminée                | Éliminée                 | Éliminée              | Éliminée                            |
| Azusa Yamauchi                            | Individuel femmes,  | 665               | 7e                | Urantungalag Victoire 6-2 | Marusava Défaite 0-6  | Éliminée           | Éliminée                | Éliminée                 | Éliminée              | Éliminée                            |
| Ren Hayakawa Miki Nakamura Azusa Yamauchi | Par équipes femmes, | 1 957             | 4e                | Non disputé               | Non disputé           | Exemptées          | Biélorussie Défaite 3-5 | Éliminées                | Éliminées             | Éliminées                           |
| Hiroki Muto Azusa Yamauchi                | Par équipe mixte,   | 1 343             | 3e                | Non disputé               | Non disputé           | France Défaite 3-5 | Éliminés                | Éliminés                 | Éliminés              | Éliminés                            |

### Triathlon
| Athlète         | Compétition | Natation (1,5 km) | Transition 1 | Vélo (40 km)   | Transition 2 | Course (10 km) | Temps           | Résultat |
| --------------- | ----------- | ----------------- | ------------ | -------------- | ------------ | -------------- | --------------- | -------- |
| Kenji Nener     | Hommes      | 17 min 51 s       | 41 s         | 56 min 31 s    | 28 s         | 30 min 53 s    | 1 h 46 min 24 s | 14e      |
| Makoto Odakura  | Hommes      | 18 min 21 s       | 41 s         | 56 min 5 s     | 30 s         | 31 min 26 s    | 1 h 47 min 3 s  | 19e      |
| Niina Kishimoto | Femmes      | 19 min 48 s       | 42 s         | Abandon        | Abandon      | Abandon        | Abandon         | Abandon  |
| Yuko Takahashi  | Femmes      | 19 min 10 s       | 42 s         | 1 h 3 min 15 s | 31 s         | 37 min 40 s    | 2 h 1 min 18 s  | 18e      |

| Athlète         | Natation (250 m) | Transition 1 | Vélo (7 km) | Transition 2 | Course (1,5 km) | Temps          | Résultat |
| --------------- | ---------------- | ------------ | ----------- | ------------ | --------------- | -------------- | -------- |
| Yuko Takahashi  | 3 min 52 s       | 40 s         | 10 min 31 s | 28 s         | 6 min 26 s      | 21 min 57 s    | -        |
| Kenji Nener     | 4 min 3 s        | 35 s         | 9 min 36 s  | 28 s         | 5 min 48 s      | 20 min 30 s    | -        |
| Niina Kishimoto | 4 min 32 s       | 39 s         | 10 min 22 s | 30 s         | 6 min 54 s      | 22 min 57 s    | -        |
| Makoto Odakura  | 4 min 11 s       | 38 s         | 10 min 19 s | 29 s         | 6 min 1 s       | 21 min 38 s    | -        |
| Total           | -                | -            | -           | -            | -               | 1 h 27 min 2 s | 13e      |

### Voile
| Athlète                         | Compétition         | Régate | Régate | Régate | Régate | Régate | Régate | Régate | Régate | Régate | Régate | Régate      | Régate      | Régate | Total net | Rang final |
| Athlète                         | Compétition         | 1      | 2      | 3      | 4      | 5      | 6      | 7      | 8      | 9      | 10     | 11          | 12          | CM     | Total net | Rang final |
| ------------------------------- | ------------------- | ------ | ------ | ------ | ------ | ------ | ------ | ------ | ------ | ------ | ------ | ----------- | ----------- | ------ | --------- | ---------- |
| Jumpei Hokazono Keiju Okada     | 470 hommes          | 7      | 4      | 4      | 11     | 13     | 9      | 5      | 4      | 15     | 13     | Non disputé | Non disputé | 12     | 82        | 7e         |
| Kazumasa Segawa                 | Finn hommes         | 18     | 16     | 17     | 12     | 15     | 16     | 19     | 12     | 17     | 5      | Non disputé | Non disputé | EL     | 128       | 16e        |
| Ibuki Koizumi Leonard Takahashi | 49er hommes         | 17     | 11     | 13     | 11     | 15     | 11     | 4      | 12     | 4      | 8      | 3           | 16          | EL     | 108       | 11e        |
| Kenji Nanri                     | Laser hommes        | 27     | 30     | 33     | 19     | 25     | 16     | 24     | 29     | 31     | 18     | Non disputé | Non disputé | EL     | 219       | 30e        |
| Makoto Tomizawa                 | RS:X hommes         | 10     | 21     | 11     | 16     | 26 Ab. | 14     | 17     | 11     | 11     | 16     | 11          | 11          | EL     | 149       | 16e        |
| Ai Kondo Yoshida Miho Yoshioka  | 470 femmes          | 6      | 7      | 11     | 15     | 2      | 2      | 12     | 8      | 7      | 8      | Non disputé | Non disputé | 16     | 79        | 7e         |
| Sena Takano Anna Yamazaki       | 49er FX femmes      | 7      | 16     | 22 Dsq | 17     | 16     | 22 Dsq | 9      | 19     | 11     | 4      | 13          | 15          | EL     | 149       | 18e        |
| Manami Doi                      | Laser Radial femmes | 16     | 9      | 10     | 23     | 11     | 28     | 15     | 16     | 13     | 17     | Non disputé | Non disputé | EL     | 130       | 15e        |
| Yuki Sunaga                     | RS:X femmes         | 17     | 24     | 11     | 3      | 5      | 12     | 11     | 22     | 10     | 7      | 14          | 17          | EL     | 129       | 12e        |
| Shibuki Iitsuka Eri Hatayama    | Nacra 17 mixte      | 12     | 18     | 15     | 12     | 15     | 16     | 14     | 6      | 14     | 19     | 15          | 13          | EL     | 150       | 15e        |

### Volley-ball

#### Beach-volley
| Athlètes                            | Compétition      | Tour préliminaire                                  | Tour préliminaire                    | Tour préliminaire                               | Tour préliminaire | Repêchage        | 1/8e de finale   | Quarts de finale | Demi-finale      | Finale / 3e place | Rang      |
| Athlètes                            | Compétition      | Adversaire Score                                   | Adversaire Score                     | Adversaire Score                                | Rang              | Adversaire Score | Adversaire Score | Adversaire Score | Adversaire Score | Adversaire Score  | Rang      |
| ----------------------------------- | ---------------- | -------------------------------------------------- | ------------------------------------ | ----------------------------------------------- | ----------------- | ---------------- | ---------------- | ---------------- | ---------------- | ----------------- | --------- |
| Yusuke Ishijima Katsuhiro Shiratori | Tournoi masculin | Kantor / Łosiak Défaite 15-21, 14-21               | Nicolai / Lupo Défaite 19-21, 16-21  | Thole / Wickler Défaite 16-21, 11-21            | 4e                | Éliminés         | Éliminés         | Éliminés         | Éliminés         | Éliminés          | Éliminés  |
| Miki Ishii Megumi Murakami          | Tournoi féminin  | Hermannová / Sluková Victoire 21-0, 21-0 (forfait) | Ludwig / Kozuch Défaite 17-21, 20-22 | Hüberli / Betschart Défaite 21-14, 19-21, 12-15 | 3e                | Éliminées        | Éliminées        | Éliminées        | Éliminées        | Éliminées         | Éliminées |

#### Volley-ball (indoor)
| Compétition      | Phase de groupe        | Phase de groupe     | Phase de groupe    | Phase de groupe          | Phase de groupe                    | Phase de groupe | Quart de finale    | Demi-finale      | Finale / 3e place | Finale / 3e place |
| Compétition      | Adversaire Score       | Adversaire Score    | Adversaire Score   | Adversaire Score         | Adversaire Score                   | Rang            | Adversaire Score   | Adversaire Score | Adversaire Score  | Rang              |
| ---------------- | ---------------------- | ------------------- | ------------------ | ------------------------ | ---------------------------------- | --------------- | ------------------ | ---------------- | ----------------- | ----------------- |
| Tournoi masculin | Venezuela Victoire 3-0 | Canada Victoire 3-1 | Italie Défaite 1-3 | Pologne Défaite 0-3      | Iran Victoire 3-2                  | 3e              | Brésil Défaite 0-3 | Éliminés         | Éliminés          | 7e                |
| Tournoi féminin  | Kenya Victoire 3-0     | Serbie Défaite 0-3  | Brésil Défaite 0-3 | Corée du Sud Défaite 2-3 | République dominicaine Défaite 1-3 | 5e              | Éliminées          | Éliminées        | Éliminées         | 10e               |

### Water-polo
| Compétition      | Phase de groupe          | Phase de groupe       | Phase de groupe       | Phase de groupe     | Phase de groupe              | Phase de groupe | Quart de finale  | Demi-finale      | Finale / 3e place | Finale / 3e place |
| Compétition      | Adversaire Score         | Adversaire Score      | Adversaire Score      | Adversaire Score    | Adversaire Score             | Rang            | Adversaire Score | Adversaire Score | Adversaire Score  | Rang              |
| ---------------- | ------------------------ | --------------------- | --------------------- | ------------------- | ---------------------------- | --------------- | ---------------- | ---------------- | ----------------- | ----------------- |
| Tournoi masculin | États-Unis Défaite 13-15 | Hongrie Défaite 11-16 | Grèce Défaite 9-10    | Italie Défaite 8-16 | Afrique du Sud Victoire 24-9 | 5e              | Éliminés         | Éliminés         | Éliminés          | 10e               |
| Tournoi féminin  | États-Unis Défaite 4-25  | Chine Défaite 11-16   | Hongrie Défaite 13-17 | ROC Défaite 16-20   | Exempt                       | 5e              | Éliminées        | Éliminées        | Éliminées         | 9e                |